# Bitva u Lexingtonu a Concordu
Bitva u Lexingtonu a Concordu byla prvním vojenským střetem Americké války za nezávislost. Odehrála se 19. dubna 1775 v okrese Middlesex, provincie Massachusetts Bay, u měst Lexington, Concord, Lincoln, Menotomy (dnešní Arlington) a Cambridge, blízko Bostonu. Bitva je označována za vypuknutí otevřeného ozbrojeného konfliktu mezi Velkou Británií a jejími třinácti koloniemi na půdě Britské Severní Ameriky.
Asi 700členná jednotka britské regulérní armády pod vedením podplukovníka Francise Smitha dostala tajné rozkazy zachytit a zničit armádní dodávky, které byly údajně uložené Massachusettskou milicí v Concordu. Díky účinnému získávání zpráv dostali vlastenci v koloniích informaci dříve, než by se jejich dodávky dostaly do nebezpečí díky britské expedici a přesunuli většinu z dodávek do jiných lokalit. Dostali také detaily o britských plánech v noci před bitvou a byli schopni rychle oznámit místní domobraně údaje o pohybu nepřátel.
První výstřely padly při východu slunce u Lexingtonu. Milice byla přečíslena a ustoupila, takže britské vojsko postupovalo na Concord, kde hledalo dodávky. U North Bridge v Concordu bojovalo asi 500 členů domobrany a porazili tři kompanie královského vojska. Početně slabší britská armáda ustoupila před domobranou po pravidelné bitvě v otevřeném terénu.
Další příslušníci domobrany dorazili na bojiště a způsobili těžké ztráty řadovému vojsku, které pochodovalo zpátky směrem k Bostonu. Při návratu do Lexingtonu byla Smithova expedice zachráněna posilami pod vedením generálporučíka Huga Percyho. Společná armáda, nyní asi o síle 1 700 mužů, pochodovala zpět do Bostonu pod těžkou palbou při taktickém ústupu, až nakonec dosáhla bezpečí Charlestownu. Nahromaděná milice zablokovala úzký pruh země na přístupu k Charlestownu a Bostonu a tím začalo obléhání Bostonu.
Ralph Waldo Emerson ve své Concord Hymn popisuje první výstřel vystřelený vlastenci u North Bridge jako „výstřel, který byl slyšet po celém světě“.

## Pozadí

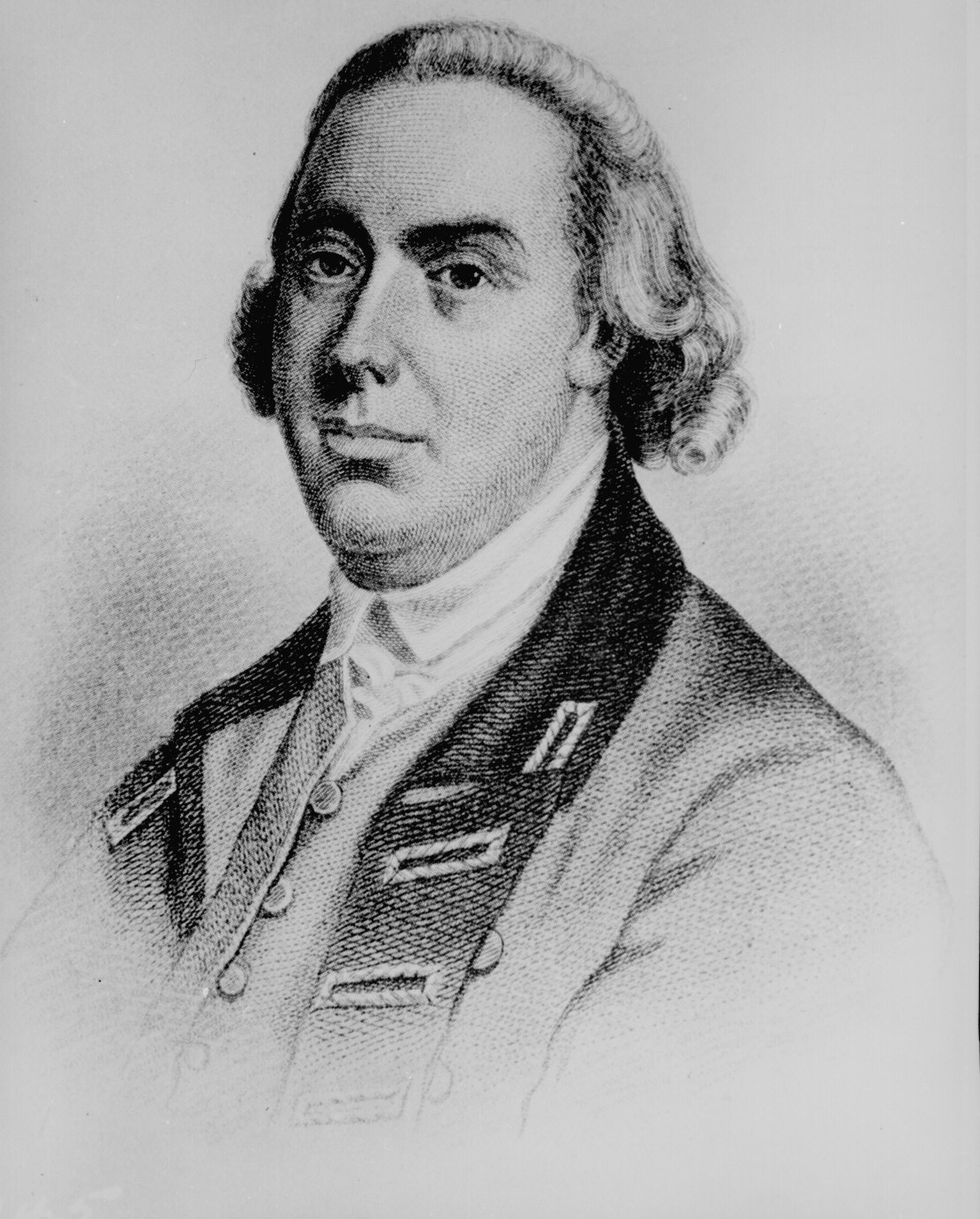
Britský generál Thomas Gage

Britská armádní pěchota, přezdívaná obyvateli kolonií „červenokabátníci“ (červené kabáty) nebo „ďábli“, okupovala Boston od roku 1768 a byla posílena o námořnictvo a příslušníky námořní pěchoty, aby prosadila Intolerable Acts, který byl schválen britským parlamentem k potrestání provincií Massachusetts Bay za „Bostonské pití čaje“ a další protesty. Generál Thomas Gage, armádní guvernér Massachusetts a vrchní velitel zhruba 3 000 britských vojáků posádky v Bostonu, neměl žádnou kontrolu nad provinciemi mimo Bostonu, kde realizace aktu zvýšila napětí mezi vlastenci, většinou whigy a toryovskou menšinou. Gageovým plánem bylo vyhnout se konfliktu zničením vojenských dodávek pro whigskou domobranu za použití malých utajených a rychlých úderů. Tento zápas o dodávky vedl k jednomu britskému úspěchu a několika vlasteneckým úspěchům v sérií téměř nekrvavých střetnutí známých jako Powder Alarms. Gage považoval sám sebe za přítele svobody a pokusil se oddělit své povinnosti jako guvernéra kolonie a generála okupující armády. Edmund Burke popsal Gageův protichůdný vztah k provinciím při řeči v parlamentu: „Angličan je nevhodná osoba na zemi k tomu, aby dostal jiného Angličana do otroctví.“
Obyvatelé kolonií vytvářeli různorodé druhy domobrany již od 17. století, nejdříve zejména na ochranu proti útokům místních domorodců. Tyto ozbrojené síly byly také shromážděny k akcím při válkách s Francií a Indiánských válkách v 50. a 60. letech 18. století. Jednalo se zpravidla o místní domobranu, podléhající jurisdikci provinční vlády. Když se začala zhoršovat politická situace, zvláště poté, když Gage rozpustil provinční vládu vydáním Massachusetts Government Act, byla tato existující domobrana převedena pod kongres provincií Massachusetts jako prostředek odporu k vnímané vojenské hrozbě.

## Britské přípravy

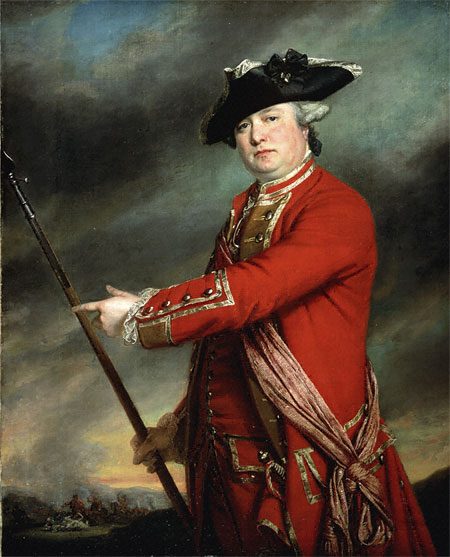
podplukovník Francis Smith, velitel armádní expedice na portrétu z roku 1763

Dne 4. dubna 1775 dostal Gage instrukce od ministra zahraničí Williama Legge, hraběte z Dartmouthu, aby odzbrojil rebely, o kterých bylo známo, že mají ukryté zbraně kromě dalších míst i v Concordu, a k uvěznění vůdců povstání, zvláště Samuela Adamse a Johna Hancocka. Dartmouth dal Gageovi značnou volnost při plnění jeho příkazů.
Ráno 18. dubna přikázal Gage vyslat do okolí jízdní hlídku asi 20 mužů pod vedením majora Mitchella z 5. pěšího regimentu, aby zadržela posly, kteří by se mohli pohybovat na koních. Tato hlídka se chovala jinak než hlídky vyslané z Bostonu v minulosti, zůstávala venku i po setmění a vyptávala se obyvatel na pobyt Adamse a Hancocka. To vedlo k nezamýšlenému účinku, znepokojení mnoha obyvatel a zvýšení jejich připravenosti. Především lexingtonská milice se začala brzy večer shromažďovat, o hodně dříve, než dostala nějaké pokyny z Bostonu. O tom vypovídá jeden známý příběh, kdy se po soumraku jeden farmář, Josiah Nelson, který si zmýlil britskou patrolu s osadníky, ptal hlídky: „Slyšeli jste něco o tom, kdy vycházejí řadoví?“, načež byl sražen úderem mečem do hlavy. Ovšem tento příběh byl zveřejněn až o 100 let později a nemusí být nic jiného než pouhou rodinou historkou.
Podplukovník Francis Smith přijal rozkazy od Gageho odpoledne 18. dubna společně s instrukcemi, aby tyto rozkazy neotevřel dříve, než budou jeho vojenské jednotky na cestě. Měl postupoval z Bostonu „v co největším spěchu a utajení směrem na Concord, kde měl zachytit a zničit... všechny vojenské sklady… ale měl dávat pozor, aby vojáci nedrancovali a nepoškodili soukromý majetek“. Gage užil své rozvahy a nevydal písemný příkaz k zatčení vůdců rebelů, neboť se obával toho, že taková činnost by mohla být jiskrou povstání.

## Americké přípravy

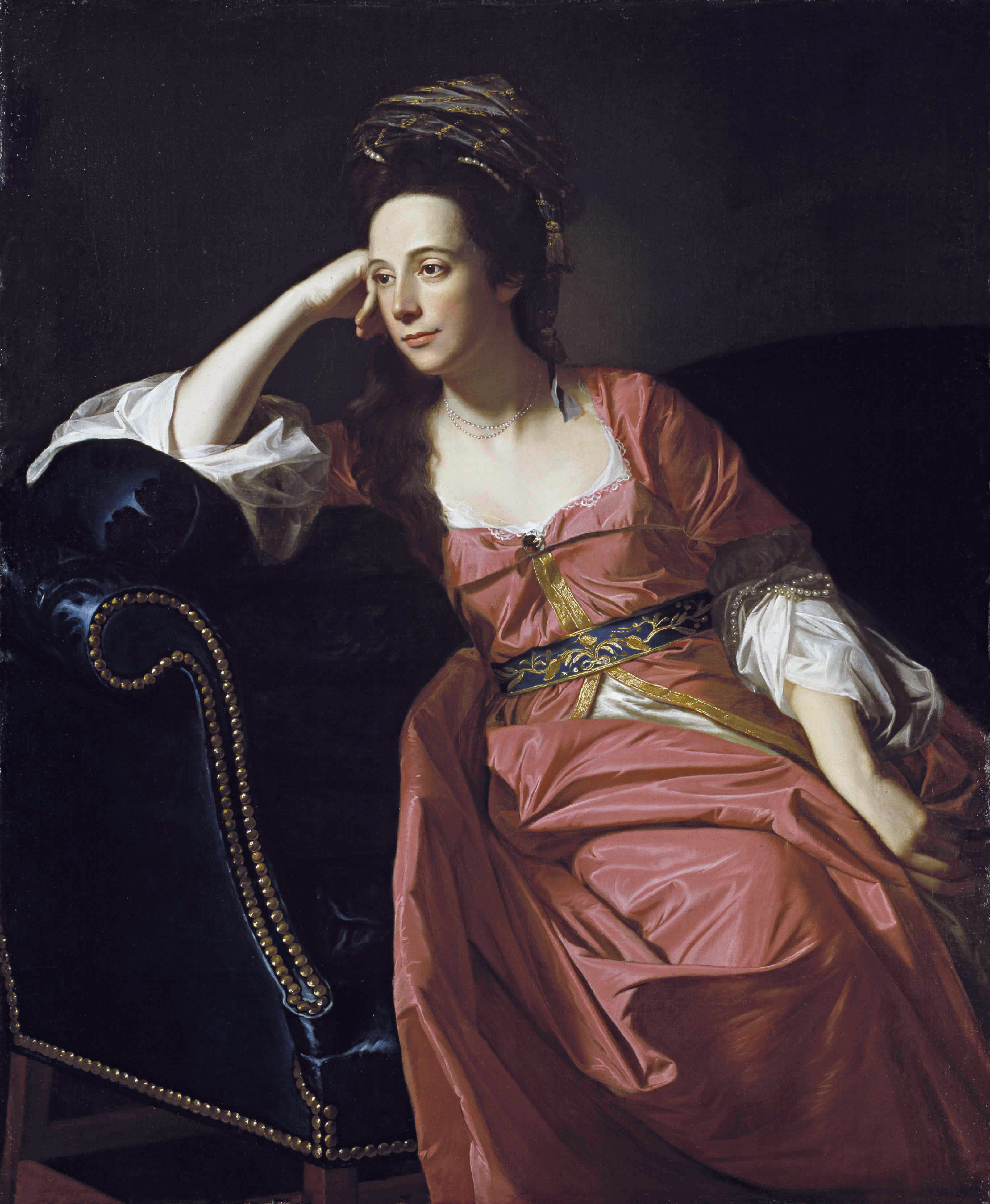
Margaret Kemble Gage byla možná zdrojem armádních zpráv pro rebely

Vůdci povstání – s výjimkou Paula Reverea a Josepha Warrena – odešli všichni 8. dubna z Bostonu. Dozvěděli se obsah Dartmouthových tajných instrukcí pro generála Gageho ze zdrojů v Londýně dříve, než je dostal sám Gage. Adams a Hancock uprchli z Bostonu k jednomu z Hancockových příbuzných v Lexingtonu a mysleli si, že tam budou v bezpečí před okamžitou hrozbou zatčení.
Massachusettská milice skutečně hromadila zásoby zbraní, střelného prachu a zásob v Concordu, stejně, či snad možná ještě více také dále na západ ve Worcesteru, ale dostali zprávy, že britští důstojníci byli zpozorováni při zkoumání cest na Concord. 8. dubna Paul Revere přijel do Concordu, aby varoval obyvatele před plánovanou britskou výpravou. Obyvatelé města se rozhodli sklady odstranit a rozmístit je do okolních měst.
Osadníci byli rovněž informováni o misi plánované na 19. dubna, navzdory tomu, že měla být utajena před celou britskou posádkou a dokonce i před všemi důstojníky. Zde se objevuje rozumná spekulace, která však nebyla prokázána, že důvěrným zdrojem této informace byla Margaret Gage, generálova manželka, pocházející z New Jersey, která sympatizovala s koloniální věcí a měla přátelský vztah s Warrenem.
V noci 18. dubna 1775, mezi 21 a 22 hodinou, sdělil Joseph Warren Williamu Dawesovi a Paul Revereovi, že se královské vojenské jednotky chystají nalodit na lodě a z Bostonu vyplout směrem na Cambridge a též na cestu do Lexingtonu a Concordu. Warrenova zpráva uváděla, že nejpravděpodobnějším cílem přesunů regulérních takto v noci je zadržet Adamse a Hancocka. Nedělali si starosti s možností pochodu regulérních vojsk na Concord od té doby, co dodávky v Concordu byli v bezpečí, ale starosti jim dělalo pomyšlení, že jejich vůdci v Lexingtonu si té noci nejsou vědomi potenciálního nebezpečí. Revere a Dawes byli vysláni, aby je varovali a upozornili koloniální domobranu poblíž města.

## Síly milice
Dawes jel na koni jižní cestou přes Boston Neck a přes Great Bridge do Lexingtonu. Revere nejdříve předal instrukce poslat zprávy do Charlestownu a pak se sám plavil severní cestou. Překonal řeku Charles River na veslici, přičemž proklouzl za kotvící britskou válečnou lodí HMS Somerset. V tuto hodinu bylo zakázáno cestovat, ale Revere bezpečně přistál v Charlestownu a jel do Lexingtonu, vyhnul se britským hlídkám a později varoval téměř každý dům podél cesty. Osadníci z Charlestownu vyslali další jezdce na sever.
Poté, co přijeli do Lexingtonu, Revere, Dawes, Hancock a Adams diskutovali o situaci se shromažďující se domobranou. Věřili tomu, že armáda opouštějící Boston je příliš velká pro jediný úkol, zatknout dva muže a že hlavním cílem je Concord. Lidé z Lexingtonu poslali jezdce do okolních měst a Revere a Dawes pokračovali v cestě na Concord, při které je doprovázel Samuel Prescott. V Lincolnu narazili na britskou hlídku, vedenou majorem Mitchellem. Revere byl chycen, Dawes byl shozen z jeho koně a jen Prescott unikl a dosáhl Concord. Další jezdci byli vysláni z Concordu.
Jízda Reverea, Dawese a Prescotta spustila pružný systém „alarmu a nástupu“, který byl vyvinut o měsíce dříve, v reakci na bezmocné reakce osadníků na Powder Alarm. Tento systém byl zlepšenou verzí staré sítě šíření zpráv a rychlého rozmístění místních jednotek domobrany v časech pohotovosti. Obyvatelé kolonie pravidelně užívali tento systém po celou dobu raných let indiánských válek v kolonii, předtím, než se přestal používat za dob války s Francií a v Indiánské válce. Kromě těchto expresních jezdců doručujících zprávy byly použity zvony, bubny, poplašné pistole, vatry a trubky pro rychlou komunikaci z města do města, které oznamovaly rebelům v tuctech východních massachusettských vesnic, že by měli shromáždit milici, neboť regulérní armáda o více než 500 mužích odcházela z Bostonu s možnými nepřátelskými úmysly. Tento systém tak byl účinný, že lidé ve městech 40 km od Bostonu byli vyrozuměni o pohybech armády, zatímco tato se ještě vyloďovala v Cambridge. Tento systém včasného varování hrál rozhodující roli při shromažďování velkého počtu koloniální domobrany, která měla později téhož dne způsobit těžké ztráty britské řadové armádě. Adams a Hancock byl nakonec přemístěni do bezpečí, nejprve tam, kde je v současnosti Burlington a později do Billerica.

## Britský postup
Za soumraku generál Gage svolal setkání jeho služebně starších důstojníků v domě guvernéra (Province House). Informoval je o rozkazech, které přišly od lorda Dartmoutha a které mu přikazovaly podniknout akce proti osadníkům. Také jim sdělil, že akci bude velet starší plukovních jeho regimentů, podplukovník Smith a major John Pitcairn jako výkonný důstojník. Odložil setkání na 20:30, kdy se přidal též lord Percy a zástupci obyvatel města. Podle jedné zprávy se diskutovalo mezi lidmi o nezvyklých přesunech britských vojáků ve městě. Když se Percy později dozvěděl, že obyvatelé ví o cíli tažení vojáků, vrátil se rychle do domu guvernéra a sdělil tuto zprávu generálu Gagemu. Ten, ohromený, vydal příkazy, aby zabránil poslům opustit Boston, ale bylo příliš pozdě na to, aby to zabránilo Dawesovi a Revereovi opustit město.

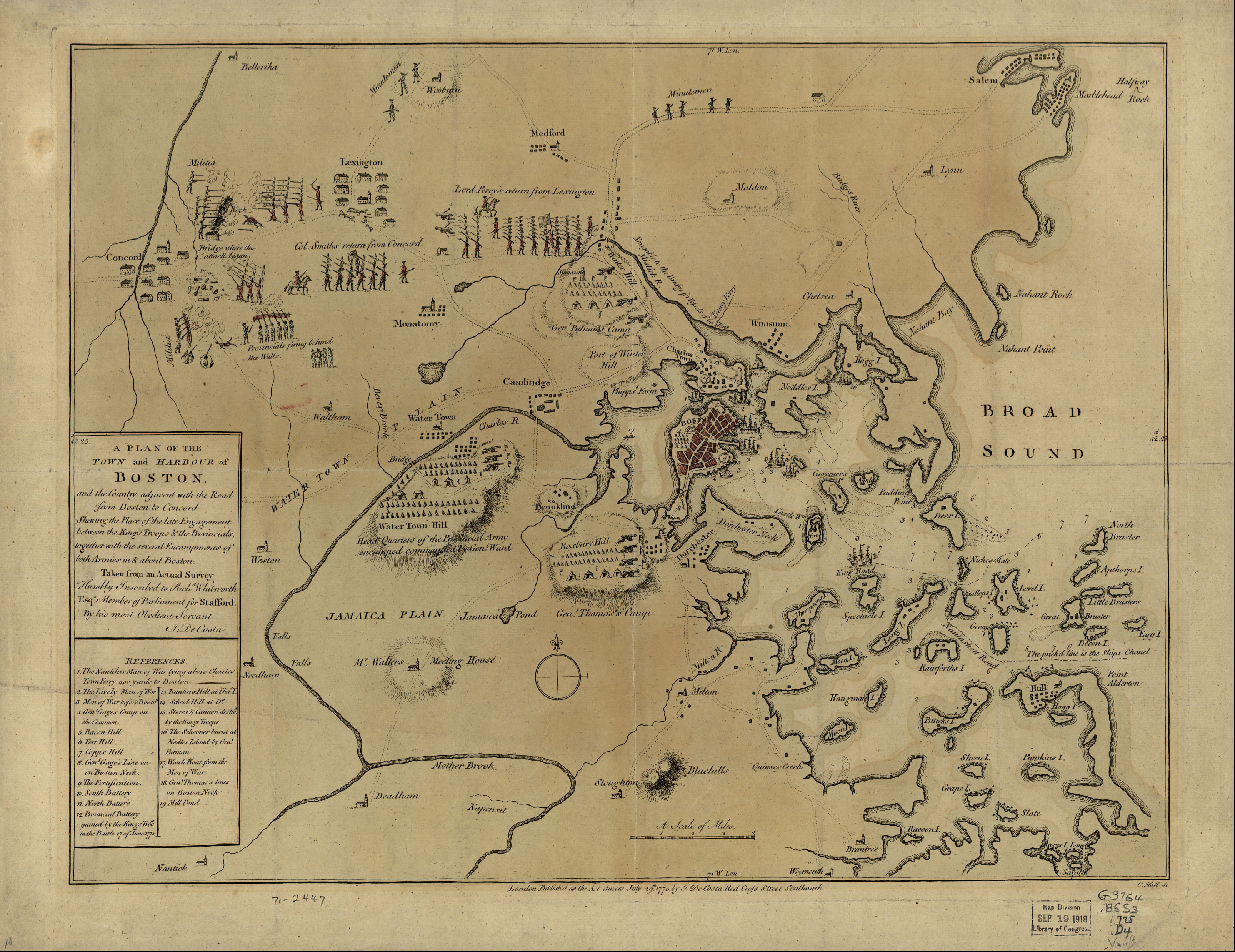
Mapa bitev v roce 1775 a obléhání Bostonu

Britské řádné vojsko, kolem 700 pěších, bylo rozděleno do 11 z 13 Gageho pěších regimentů. Pro toto tažení velel major John Pitcairn 10 elitním kompaniím lehké pěchoty, podplukovník Benjamin Bernard velel 11 kompaniím granátníků a tomu všemu velel podplukovník Smith.
Z vojenských jednotek přidělených na tažení bylo 350 mužů z granátnických kompanií z 4. (královského), 5., 10., 18. (Irského královského, 23., 38., 43., 47., 52. a 59. pěšího regimentu a 1. praporu námořní pěchoty Jejího veličenstva. Na ochranu kompanií granátníků bylo určeno asi 320 mužů lehké pěchoty z 4., 5., 10., 23., 38., 43., 47., 52. a 59. regimentu a 1. batalion námořní pěchoty. Každá kompanie měla svého poručíka, ale většina kapitánů, kteří jim veleli, byli dobrovolníci převelení k nim na poslední chvíli, stažení ze všech regimentů rozmístěných v Bostonu. Tento nedostatek vztahů mezi velitelem a kompanií se později ukáže jako problematický.
Britové začali burcovat své vojenské jednotky v 21 hodin v noci na 18. dubna a shromáždili je na pobřeží při západním konci Bostonu v 22 hodin. Britský pochod na Concord a zpět byl provázen zmatky od začátku až do konce. Plukovník Smith dorazil pozdě, chyběla organizace při naloďování, která měla za následek zmatek ve vyčkávacím prostoru. Jako plavidel se použilo lodních člunů, které byly tak přeplněné, že nebyla žádná možnost si sednout. Když vystupovali o půlnoci u Phippsovi farmy v Cambridge, sahala jim voda do pasu. Po dlouhé zastávce k vyložení výbavy začal jejich 27 km (17 mil) pochod na Concord kolem 2. hodiny ranní. Během čekání jim byly poskytnuty zvláštní zásoby, studené vepřové maso a tvrdé lodní suchary. Nenesli žádné tlumoky, protože nebylo v plánu tábořit. Nesli pouze potravinové tašky (haversaky), jídelní misky, muškety a nezbytné doplňky a pochodovali v zablácených botách a mokrých uniformách. Když pochodovali přes Menotomy, zvuky koloniálních alarmů všude po krajině způsobily, že několik důstojníků si uvědomilo, že jejich mise ztratila moment překvapení.
Jeden z řadových vojáků si poznamenal do svého deníku:
„Dostali jsme se přes celý záliv a přistáli jsme na protějším břehu mezi dvanáctou a jednou hodinou a zahájili jsme náš pochod, který vedl nejdříve přes nějaké močály a příkré břehy jezera, dokud jsme se nedostali na cestu vedoucí do Lexingtonu, brzy lidé v okolí zahájili střelbu z poplašných pistolí, osvětlujících jejich signální ohně, aby zburcovali kraj… Nejvíce si vzpomínám na asi 4 hodinu ráno začínajícího 19. dubna, kdy nám bylo rozkázáno zformovat kompanii do 5 řad, co jsme udělali…“
Asi ve 3 ráno plukovník Smith poslal majora Pitcairna vpřed se šesti kompaniemi lehké pěchoty a přikázal jim rychle pochodovat na Concord. Kolem 4 hodiny učinil moudré, ale opožděné rozhodnutí, když poslal posla zpět do Bostonu a dožadoval se posil.

## Bitvy

### Lexington
Ačkoli to bylo často stylizováno jako bitva, ve skutečnosti byla srážka u Lexingtonu jen menší šarvátkou či potyčkou. Jak řadové vojsko předvoje pod Pitcairnovým vedením vstoupilo při východu slunce dne 19. dubna 1775 do Lexingtonu, asi 80 lexingtonských příslušníků domobrany se vynořilo od Buckmanovy taverny a podél cesty sledovalo celou situaci asi 40 až 100 „diváků“. Vůdce domobrany, kapitán John Parker, veterán z francouzské a indiánské války, trpěl tuberkulózou, takže ho místy bylo špatně slyšet. Ze seřazených domobranců mělo devět příjmení Harrington, sedm Munroe (včetně řádného seržanta Williama Munroe), čtyři Parker, tři Tidd, tři Locke, a tři Reed; celá jedna čtvrtina z nich byla do určité míry příbuzná s kapitánem Parkerem. Tato skupina byla součástí Lexingtonské „výcvikové skupiny“, způsobu organizování místní domobrany datovaného z dob puritánů, a nikoli kompanie „minutemanů“.
Poté, co čekali většinu noci, bez žádných známek po britských vojenských jednotkách (zvědaví, zda bylo varování Paula Revere pravdivé), asi kolem 4:15 se dostalo Parkerovi potvrzení varování. Thaddeus Bowman, poslední zvěd, kterého Parker poslal, se tryskem vrátil a sdělil mu, že Britové nejen že přicházejí, ale jsou v převaze a již velmi blízko. Kapitán Parker si byl samozřejmě vědom, že jsou Britové v přesile a nebyl připraven na to, aby obětoval své lidi. Věděl, že většina vojenských dodávek z Concordu je již ukryto. Nebyla vyhlášena žádná válka (Deklarace nezávislosti byla dokonce napsána až příští rok). Také věděl, že takové britské expedice, které dříve procházely Massachusetts a nic neobjevily, pochodovaly zpátky do Bostonu.
Parker měl všechny důvody k tomu, aby očekával, že se situace bude opakovat. Regulérní dojdou do Concordu, nic nenaleznou a vrátí se do Bostonu, unavení, ale s prázdnýma rukama. Pozorně rozmístil svoji kompanii. Uspořádal je do základní přehlídkové formace na Lexington Green. Byli zřetelně vidět (nekryli se za zdmi), ale neblokovali cestu na Concord. Učinili přehlídku politické a armádní odhodlanosti, ale nevyvinuli žádné úsilí k tomu, aby zabránili pochodu regulérních. O mnoho let později jeden z účastníků vzpomínal na Parkerova slova, která jsou nyní vyryta v kameni na místě bitvy: „Stůjte pevně, nestřílejte, ledaže by oni stříleli, ale jestliže oni míní začít válku, nechejte je, ať začne zde.“ Shodně s jeho přísežnou výpovědí, učiněné po bitvě:
„Já … přikázal naší domobraně setkat se v Lexingtonu, abychom se poradili, co dělat, nezaplést se ani nehovořit s regulérními jednotkami (kdyby se měly přiblížit), jestliže by nás měly urážet či nás obtěžovat, a po jejich rychlém přiblížení, jsem hned přikázal domobraně, aby se rozptýlila a nestřílela. Hned, řekl, jak se objevili vojáci, zuřivě se hnali, začali střílet a zabili osm lidí na naší straně, aniž my bychom je nějak provokovali.“ – John Parker
Raději než zahnout doleva na Concord, námořní poručík Jesse Adair, který byl v čele předvoje, rozhodl sám o tom, že bude chránit bok jednotek tak, že nejprve zatočí doprava a potom povede kompanie dolů návsí sám ve zmateném úsilí, aby obklopil a odzbrojil domobranu. Tito muži běželi směrem k Lexingtonské domobraně nahlas volajíce: „Huzzah!“, aby vyburcovali sami sebe a zmátli domobranu tím, že utvořili bitevní linii na návsi. Major Pitcairn dorazil zezadu k předsunuté hlídce a vedl své tři kompanie doleva a zastavil je. Zbývající kompanie pod vedením plukovníka Smitha pokračovaly dále o cestě směrem na Boston.

### První výstřel
Některý z britských důstojníků, pravděpodobně Pitcairn, ale záznamy jsou nejisté, mohl to být i nadporučík Willaim Sutherland, pak vyjel vpřed, mával svým mečem a volal na shromážděné, aby se rozešli a také možná rozkazoval: „Odložte vaše zbraně, vy zatracení rebelové!“ Kapitán Parker řekl raději svým lidem, aby se rozešli a šli domů, ale kvůli zmatku a řevu všude kolem a také kvůli jeho chraplavému tuberkulóznímu hlasu ho asi ne všichni slyšeli. Někteří velmi zvolna odcházeli, zbraně však neodložil nikdo. Jak Parker, tak Pitcairn poručil svým lidem, aby nestříleli, ale výstřel byl vypálen z nějakého neznámého zdroje.

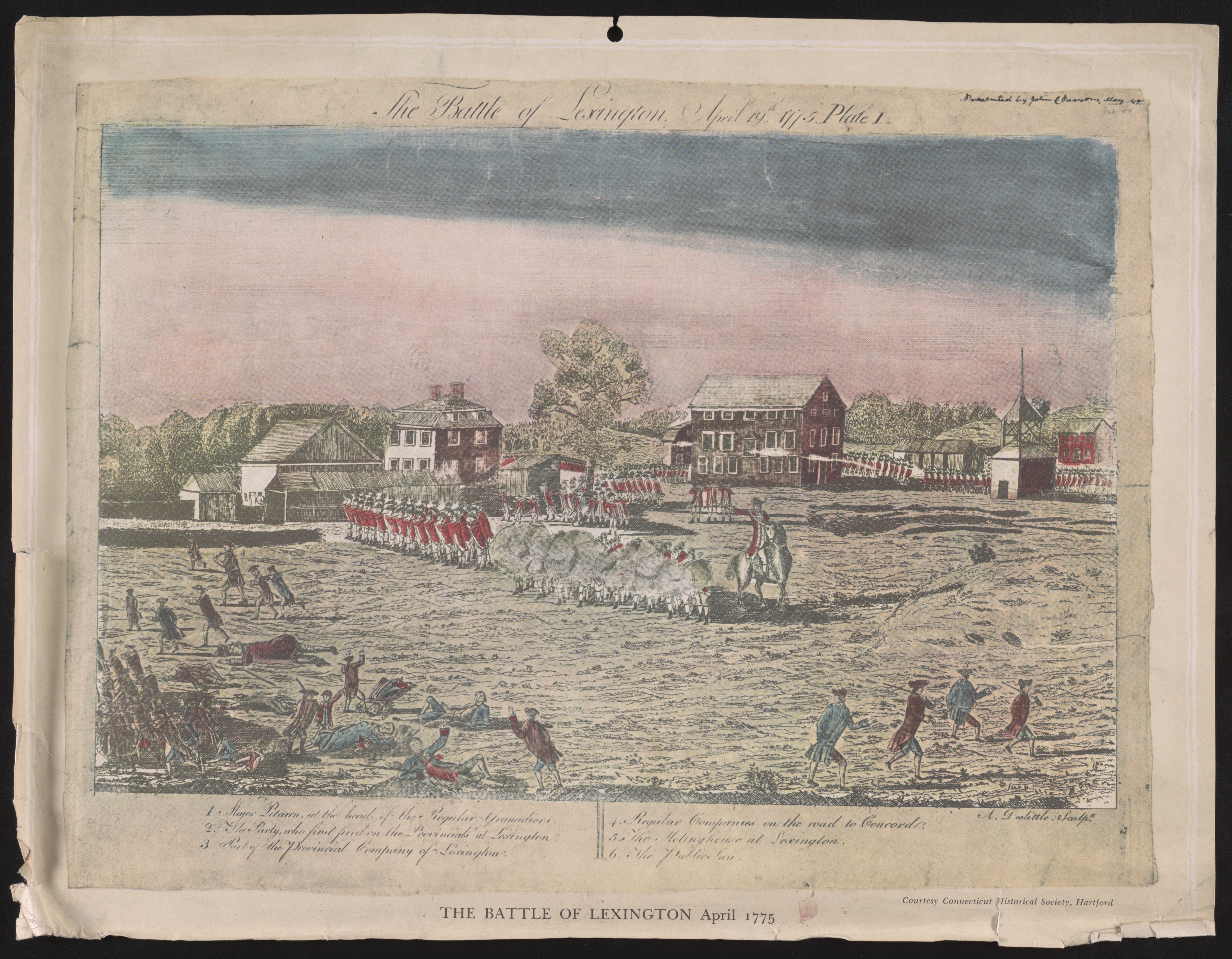
První ze čtyř rytin od Amosa Doolittlea z roku 1775. Doolittle navštívil místa bojů a ptal se vojáků a svědků. Obsahuje kontroverzní prvky, možná i nepřesnosti. Střelba od domobrany možná byla, ale není zobrazena.

„V pět hodin, kdy jsme dorazili do Lexingtonu a viděli množství lidí, věřím, že jich bylo kolem 200–300, byli shromážděni na prostranství uprostřed města; klidně (stále) jsme ještě postupovali, udržující připravenost proti útoku namířeného proti nám, ale když jsme přišli do jejich blízkosti, padly od nich na nás dva výstřely, po kterých se naši muži, bez jakýchkoliv příkazů, hnali na ně, stříleli a zahnali je na útěk; několik z nich bylo zabito, nemohli jsme říci kolik, protože byli za zdmi a v lese. My jsme měli zraněného jednoho muže od 10. pluku lehké pěchoty, nikdo jiný raněn nebyl. Pak jsme se zformovali na náměstí, ale s potížemi, lidé byli nespoutaní a neposlouchali žádné rozkazy; dlouho jsme tam čekali a konečně jsme pokračovali v naší cestě na Concord.“
– Nadporučík John Barker, 4. pěší regiment
Podle jednoho příslušníka Parkerovy domobrany nikdo z Američanů neodložil svou mušketu, které byly namířeny na blížící se britské jednotky. Britové utrpěli jedinou ztrátu, nepatrné zranění, tyto podrobnosti byly potvrzeny ve výpovědi, učiněné desátníkem (kaprálem) Johnem Munroem. Munroe uvedl následující:
„Po první střelbě od regulérních, myslel jsem si, a tak to uvedl i Ebenezer Munroe, který stál vlevo vedle mne, že stříleli jenom prachem, ale po druhé salvě Munroe řekl, že museli střílet i něčím jiných než prachem, neboť mu střelba způsobila zranění na ruce; a nyní použiji jeho slova, řekl: „Já jim dám vnitřnosti mé zbraně.' My jsme pak oba zamířili na hlavní skupinu britských vojenských jednotek, ale pro kouř bránící nám ve výhledu nebylo vidět nic jiného než hlavy některých z jejich koní a části vyrovnaných řad.“
Někteří svědci mezi řadovými vojáky ohlásili, že první výstřel byl vypálen koloniálním divákem zezadu přes živý plot nebo kolem nároží krčmy. Někteří pozorovatelé uvedli, že jako první vystřelil britský jízdní důstojník. Obě strany se obecně shodly na tom, že počáteční výstřel nepřišel od nikoho z jejich lidí. Spekulovalo se později v Lexingtonu o muži jménem Solomon Brown, který měl vystřelit první ránu z hostince nebo za zdí, ale to byly jenom dohady. Někteří ze svědků (na každé straně) tvrdili, že jako první vystřelil někdo z druhé strany, nicméně mnohem více svědků uvedlo, že nerozeznali nic. Podle další z teorií byl prvním výstřelem Brity zabit jejich vězeň na útěku, Asahel Porter (kterému bylo řečeno, že může odejít, že bude propuštěn a on zpanikařil a začal utíkat). Historik David Hackett Fischer navrhoval, že mohlo dojít ve skutečnosti k vícenásobným současným výstřelům. Historik Mark Urban tvrdí, že Britové postupovali s nasazenými bodáky v neukázněném tvaru, vyprovokování několika roztroušenými výstřely od domobrany. Na toto odpověděly britské jednotky, bez rozkazů, vypálením zničující salvy. Tato nekázeň mezi britskými vojenskými jednotkami hrála klíčovou roli ve vystupňování násilí. Nikdo s výjimkou zodpovědné osoby vůbec s jistotou neví, kdo vystřelil první ránu americké války za nezávislost.
Svědci scény popsali několik střídavých výstřelů vystřelených na obou stranách dříve, že začaly řady regulérních pálit salvy, aniž by k tomu dostaly rozkaz. Někteří z příslušníků domobrany věřili tomu, že řadoví pálí pouze prachem bez kulek, ale když si uvědomili skutečnost, že tomu tak není, jen málokterým z nich se podařilo nabít a opětovat palbu. Zbytek moudře utekl, aby si zachránil život.
„My Nathaniel Mulliken, Philip Russell, [a 32 dalších mužů…] vypovídáme a deklarujeme, bylo to devatenáctého ráno, byli jsme informování o tom … skupina regulérní armády pochoduje z Bostonu směrem na Concord … Asi v pět hodin ráno, slyšeli jsme náš buben, postupovali jsme na nástup a brzy jsme zjistili, že k nám pochoduje velká skupina vojáků, někteří z naší kompanie přicházeli na nástup, jiní již tam byli, a tehdy se začala kompanie rozptylovat, zatímco za námi se otáčely vojenské jednotky, byli jsme zasaženi jejich palbou a řada našich lidí byla okamžité mrtvá a zraněná, víme, že žádná z našich zbraní ani žádná z osob z naší kompanie nevystřelila na regulérní dříve, než oni začali střílet na nás a pokračovali v palbě do té doby, než jsme se všichni dali na útěk.“

Regulérní pak pokračovali vpřed s nasazenými bodáky. Synovec kapitána Parkera Jonas byl probodnut. Osm z Massachusettských lidí bylo zabito a deset bylo zraněno; zraněn bylo pouze jeden voják 10. pěšího. Osm zabitých kolonistů byli John Brown, Samuel Hadley, Caleb Harrington, Jonathon Harrington, Robert Munroe, Isaac Muzzey, Asahel Porter a Jonas Parker. Jonathon Harrington, který byl smrtelně zraněn kulkou z britské muškety, se doplazil zpět do svého domu a zemřel na jeho prahu přede dveřmi. Jeden ze zraněných mužů, Prince Estabrook, byl černým otrokem sloužícím v domobraně.
Kompanie pod Pitcairnovým velením se dostaly mimo kontrolu svých důstojníků zčásti proto, že tito nevěděli, jaký je skutečný účel jejich mise. Vojáci stříleli do různých stran a byli připraveni vstoupit do soukromých domů. Plukovník Smith, který právě dorazil se zbytkem regulérních, slyšel palbu z mušket a vyjel vpřed z oddílu granátníků, aby se podíval, co se děje. Rychle vyhledal bubeníka a přikázal mu vybubnovat signál k nástupu. Granátníci dorazili krátce poté a jediný příkaz, který byl vydán pro lehkou pěchotu, že mohli vypálit vítěznou salvu, po které byl oddíl zformován a pochodoval dále na Concord.

### Concord

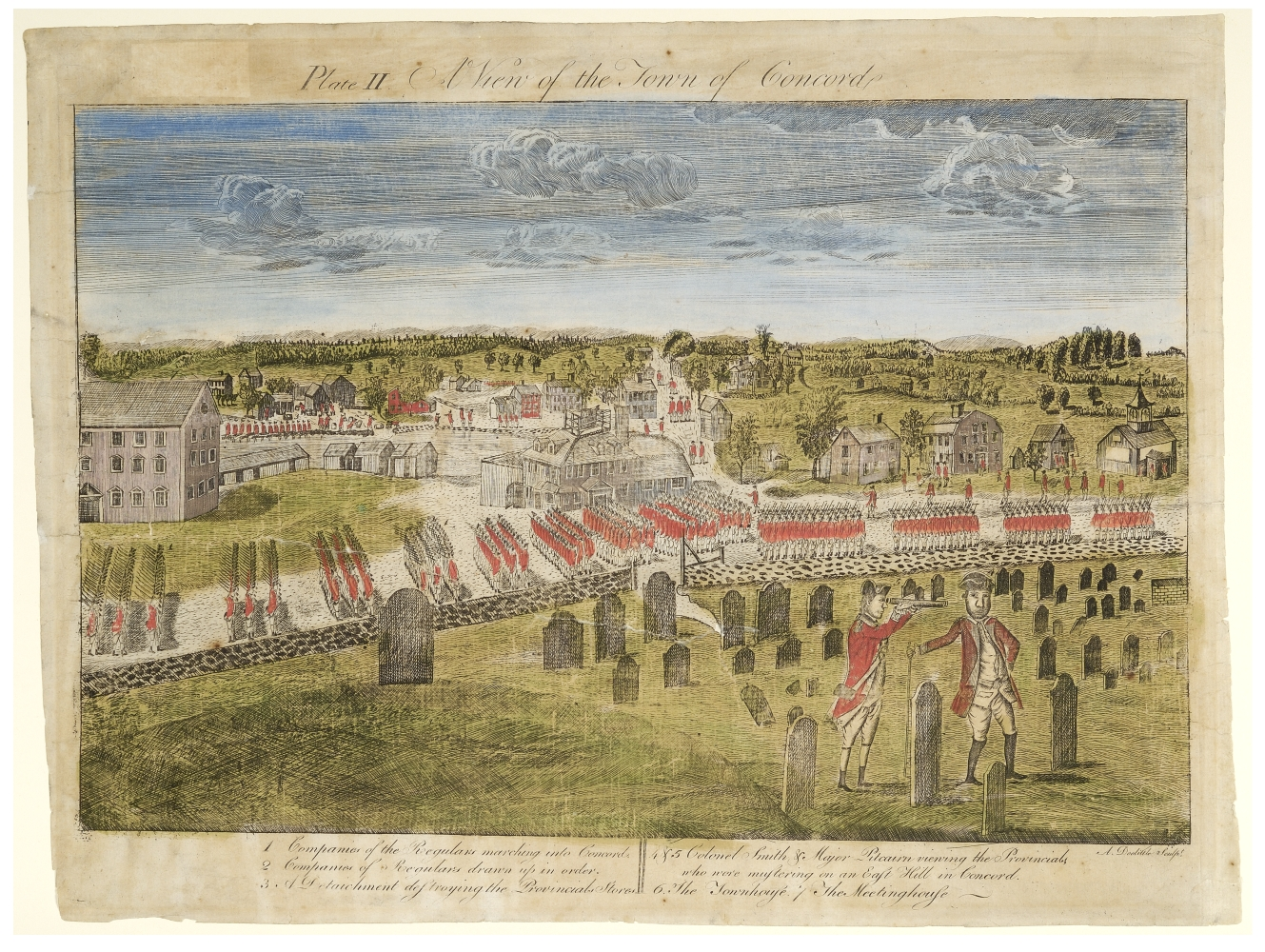
Druhá ze čtyř rytin od Amosa Doolittlea z 1775, zobrazující Brity vstupující do Concordu

Domobrana z Concordu a Lincolnu se v odpovědi na vyvolaný poplach shromáždila v Concordu. Dostali zprávy o střelbě v Lexingtonu a nebyli si jisti, zda mají čekat, dokud nebudou posíleni jednotkami z okolních měst, nebo zda mají zůstat a bránit město, nebo se pohnout směrem na východ a přivítat britskou armádu z vyvýšeného terénu. Proud domobrany poté pochodoval dolů po cestě směrem na Lexington, aby se setkal s Brity. Pohybovali se asi 2 km, dokud se nestřetli s blížící se kolonou regulérních. Když počet regulérních dosáhl asi čísla 700 a počet členů domobrany v té době byl asi kolem 250, oddíl domobrany se otočil a pochodoval zpět směrem na Concord, přičemž šel před regulérními asi ve vzdálenosti 500 yardů. Milice ustupovala k hřebenu přiléhajícímu k městu a velitelé diskutovali o tom, jak dále postupovat. Opatrnost zvítězila a plukovník James Barrett se vzdal města Concord a vedl lidi přes North Bridge ke kopci asi míli severně od města, kde by mohli pokračovat ve sledování přesunů britských vojsk a jejich aktivity ve středu města. Tento krok se ukázal být šťastným, jak na místě řady domobrany neustále narůstaly, když se k nim připojovaly kompanie minutemanů ze západních měst.

### Pátrání po dodávkách domobrany
Když vojenské jednotky přišly do vsi Concord, Smith je rozdělil, aby splnily Gageovy rozkazy. 10. kompanie regimentu granátníků pod velením kapitána Mundy Pole zajistila South Bridge, zatímco sedm kompanií lehké pěchoty pod vedením kapitána Parsonse, v počtu asi 100 mužů, zajistilo North Bridge poblíž Barrettových jednotek. Kapitán Parsons vedl čtyři kompanie z 5., 23., 38. a 52. regimentu po cestě asi 3,2 km za North Bridge hledat Barrettův statek, kde podle zprávy měly být nalezeny vojenské dodávky. Dvě kompanie ze 4. a 10. regimentu byly rozmístěny, aby střežily jejich cestu nazpět a jedna kompanie z 43. regimentu zůstala na ochranu mostu. Tyto kompanie, které byly podřízeny velení relativně nezkušeného kapitána Waltera Laurieho, si byly vědomy, že je početně převyšuje 400 mužů domobrany, kteří byli jen několik set yardů od nich. Znepokojený kapitán Laurie proto vyslal posla k Smithovi, aby ho požádal o posily.
Používajíc detailní informace poskytnuté loajálními zvědy, granátnické kompanie hledaly malé město s armádními dodávkami. Když dorazili do hostince Ephraima Jonese při cestě na South Bridge, našli zavřené dveře a Jones je odmítl vpustit dovnitř. Podle zpráv poskytnutých místními toryi Pitcairn věděl o dělech, která měla být zahrabána na pozemku. Jonesovi přikázal pod pohrůžkou namířené pistole, aby mu ukázal, kde jsou zbraně zakopány. Vyhrabali tři masivní kusy, 24liberní děla, která byla příliš těžká k použití na obranu, ale velmi účinná proti hradbám, dostatečná k ostřelování města Bostonu z částí přilehlé pevniny. Granátníci rozbili radiální čepy těchto tří děl, takže již nemohla být použita. Také spálili nějaké dělové lafety nalezené ve vesnické modlitebně a když se oheň rozšířil mimo modlitebnu, místní obyvatelka Martha Moulton přesvědčila vojáky, aby jim utvořením řetězce s vědry pomohli v hašení a ochránili tak před rozšířením ohně okolní stavení. Do mlýnského rybníka bylo vyhozeno skoro sto barelů mouky a nasolených potravin stejně jako 550 liber kulí do mušket. Všechny kulky a velká část jídla byla vytažena poté, co Britové odešli. Během pátrání regulérní zpravidla jednali ohleduplně s místními obyvateli, včetně placení za zkonzumované jídlo a pití. Tato nadměrná zdvořilost byla užívána místními obyvateli, kteří byli schopni hledající poslat špatným směrem od několika menších zásobáren dodané munice.
Na Barrettově farmě byl sklad zbraní týdny předtím, ale v té době tam zůstalo jen málo zbraní a tyto byly, dle rodinné pověsti, rychle zahrabány do země, aby vypadaly jako zasazené rostliny. Což mělo za následek, že vojenské jednotky, které tam byly vyslány, nenašly žádné dodávky zbraní.

### Severní most

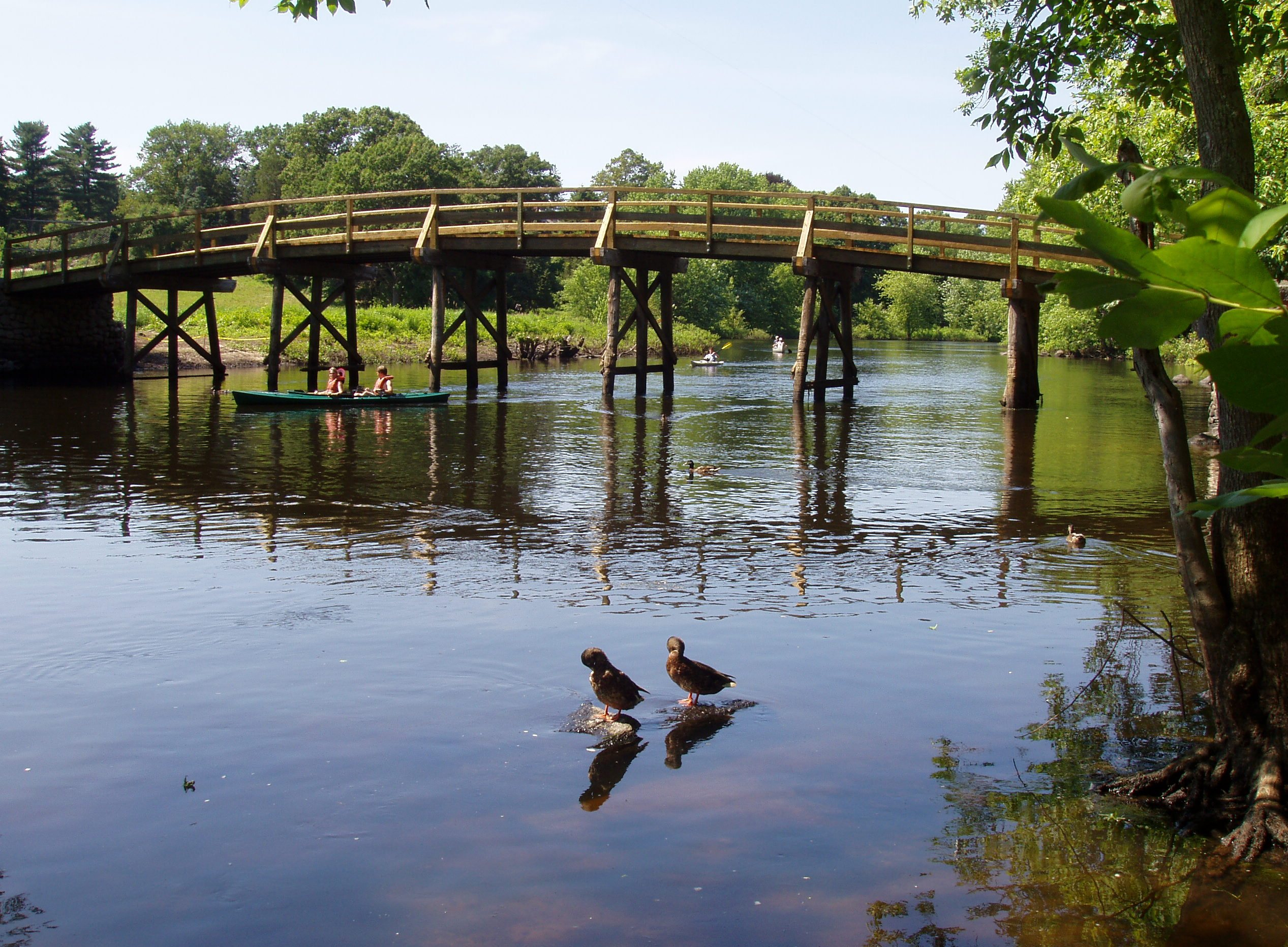
Zrekonstruovaný North Bridge – národní historická památka Minute Man National Historical Park, Concord

Vojenské jednotky plukovníka Barretta poté, co viděly kouř stoupající z vesnické návsi a když viděly několik málo kompanií přímo pod nimi, se rozhodly pochodovat zpět směrem k městu ze svého výhodného postavení na Punkatasset Hill k nižšímu, bližšímu plochému temenu asi 300 yardů od North Bridge. Jak domobrana postoupila, dvě britské kompanie ze 4. a 10. regimentu, které držely pozice blízko silnice, ustoupily k mostu a přenechaly pahorek Barrettovým mužům.
Pět plných kompanií minutemanů a pět dalších z domobrany z Actonu, Concordu, Bedfordu a Lincolnu zabraly tento pahorek, měly přinejmenším 400 mužů oproti kompaniím lehké pěchoty kapitána Laurieho, jejichž síla byla dohromady 90–95 mužů. Barrett přikázal massachusettským mužům, aby utvořily jednu dlouhou linii po dvou lidech na hlavní silnici vedoucí dolů k mostu a pak svolal další poradu. Zatímco přehlížel North Bridge z vrcholu kopce, Barrettův podplukovník John Robinson z Westfordu a další kapitáni diskutovali o možných postupech v akci. Kapitán Isaac Davis z Actonu, jehož jednotky dorazily později, deklaroval svou ochotu k obraně města slovy: „Já nemám obavy jít a nemám žádného muže, který by měl obavu jít.“
Barrett řekl lidem, aby nabili zbraně, ale nestříleli, ledaže by bylo stříleno na ně, a potom dal rozkaz vyrazit. Laurie rozkázal britským kompaniím, které chránily most, aby ustoupily přes něho. Jeden důstojník pak zkusil vytáhnout uvolněná prkna mostu, aby zabránil postupu v postupu kolonistům, ale major Buttrick začal křičet na regulérní, aby zastavili poškozování mostu. Minutemani a domobrana pokročili v pochodové formaci k lehké pěchotě, bránící cestu, která byla obklopena jarními přívalovými vodami řeky Concord.

Kapitán Laurie pak udělal nešťastné taktické rozhodnutí. Protože jeho žádost o pomoc nepřinesla žádné výsledky, přikázal svým lidem zformovat se na pozici „uliční střelby“ za mostem v řadě jdoucí kolmo k řece. Tato formace byla vhodná pro velkou hustotu palby v úzkých uličkách mezi budovami, ale ne pro otevřenou cestu za mostem. Při ústupu dalších regulérních přes most nastal zmatek, jak se je pokusil zformovat do „uliční pozice“. Nadporučík Sutherland, který byl vzadu ve formaci, uviděl Laurieho chybu a rozkázal vytvořit boční křídlo. Ale protože byl z jiné kompanie, poslechli ho jenom tři vojáci. Zbytek v tom zmatku se snažil jak nejlépe dovedl, aby uposlechl rozkazy nadřazeného důstojníka.

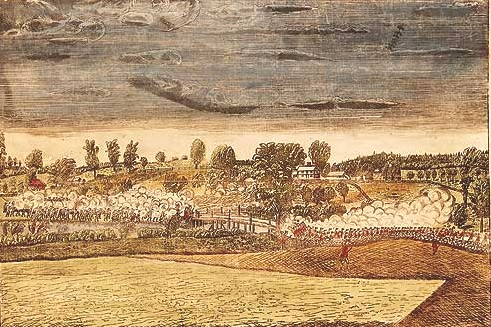
Třetí ze čtyř rytin od Amosa Doolittlea z 1775, zobrazující srážku u North Bridge

Zazněl první výstřel a tentokráte je jisté, jak vyplynulo z výpovědí lidí na obou stranách, že padl z armádních řad. Bylo to jako varovný výstřel, vystřelený zpanikařeným, vyčerpaným britským vojákem z 43. regimentu, podle dopisu, který poslal po boji Laurie svému veliteli. Vystřelili další dva regulérní, ale střely šplouchly do řeky, a potom malá skupina na čele, která se možná domnívala, že byl dán rozkaz ke střelbě, vystřelila nesouvislou salvu dříve, než je mohl Laurie zastavit.
Dva z Minutemanů z Actonu, vojín Abner Hosmer a kapitán Isaak Davis, kteří byli v čele pochodující linie, byli zasaženi a okamžitě zabiti. Čtyři či více mužů bylo zraněno, ale domobrana pouze zastavila, když major Buttrick ječel: „Střílejte, pro smilování boží, druzi ve zbrani, střílejte!“ V tomto okamžiku dělily obě linie pouze řeka Concord a most, a byly od sebe jen 50 yardů. Několik předních řad kolonistů skočilo na cestu a zablokovaly formování palebné linie, podařilo se střílet přes hlavy a ramena dalších na regulérní přes most. Čtyři z osmi britských důstojníků a seržantů, kteří vedli čelo svých jednotek, byly salvou z mušket zraněni. Zabiti nebo smrtelně zraněni byli přinejmenším tři vojíni (Thomas Smith, Patrick Gray a James Hall, všechno z 4. regimentu) a devět vojínů bylo zraněno.
Regulérní zjistili, že jsou polapeni v situaci, kdy jsou převýšeni počtem a nemohou manévrovat. Chybělo jim efektivní velení a tak vyděšení z převyšujícího počtu nepřátel, se zlomeným duchem a pravděpodobně bez předchozích bojových zkušeností, opustili své raněné a prchali do bezpečí k blížícím se kompaniím granátníků, kteří přicházeli z centra města, a tím dostali do izolace kapitána Parsonse a jeho kompanie, které hledaly zbraně na Barrettsově farmě.

## Po boji

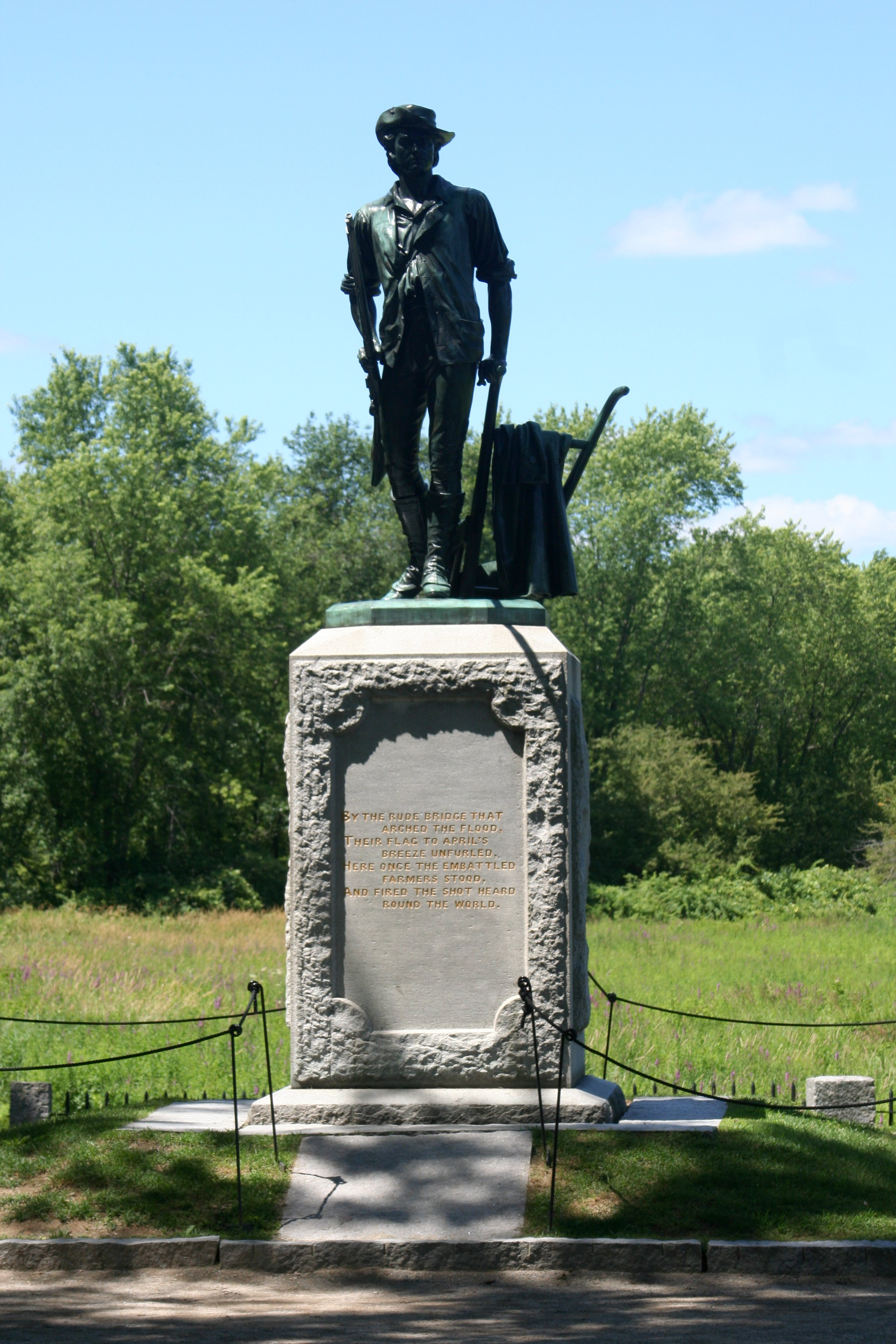
Památník bitvy u North Bridge, s vepsaným verši Emersonova Concordského chvalozpěvu (Concord Hymn)

Kolonisté byli ohromeni svým úspěchem. Nikdo ve skutečnosti nevěřil tomu, že druhá strana bude střílet, aby zabíjela. Někteří postupovali, mnohem více jich ustupovalo a někteří šli domů, starat se o bezpečí svých domovů a rodin. Plukovník Barrett nakonec začal obnovovat kontrolu. Přesunul část domobrany zpátky na vrchol kopců vzdálených asi 300 yardů a poslal majora Buttricka s ostatními přes most zaujmout obranná postavení na kopci za kamennou zdí.
Podplukovník Smith slyšel přestřelku ze své pozice ve městě v okamžiku, kdy dostal žádost o posily od Laurieho. Rychle shromaždil dvě kompanie granátníků a sám je vedl směrem k North Bridge. Na pochodu se setkávali se zničenými zbytky tří kompanií lehké pěchoty, které běžely proti nim. Smith měl obavu o čtyři kompanie, které byly na Barrettově farmě, neboť jejich cesta do města nebyla nyní zabezpečena. Když spatřil v dálce za zdí minutemany, zastavil své dvě kompanie a jenom se svými důstojníky se jel podíval blíž. Jeden z minutemanů vzadu za zdí je zpozoroval: „Kdybychom stříleli, věřím, že bychom zabili téměř každého důstojníka, který byl v čele, ale neměli jsme žádné rozkazy ke střelbě a tak nepadl žádný výstřel.“ Během napjaté rovnováhy, což trvalo asi 10 minut, jeden místní duševně chorý muž jménem Elias Brown chodil mezi oběma stranami a prodával cider.
V této době odloučení regulérní, vyslaní k Barrettově farmě, pochodovali nazpátek z jejich marného pátrání v této oblasti. Prošli přes právě opuštěné bojiště a viděli mrtvé a raněné kamarády, ležící na mostu. Jeden z nich vypadal, jako by byl skalpován, což britské vojáky rozhněvalo a šokovalo. Překročili most a vrátili se v 11:30 do města pod bdělými pohledy kolonistů, kteří stále udržovali obranná postavení. Regulérní pokračovali v pátrání a ničení koloniálních vojenských dodávek ve městě, obědvali, znovu se připravili na pochod a po poledni opustili Concord. Toto zpoždění poskytlo koloniální domobraně z odlehlých měst dostatek času k tomu, aby se dostaly k silnici vedoucí do Bostonu.

## Pochod zpět

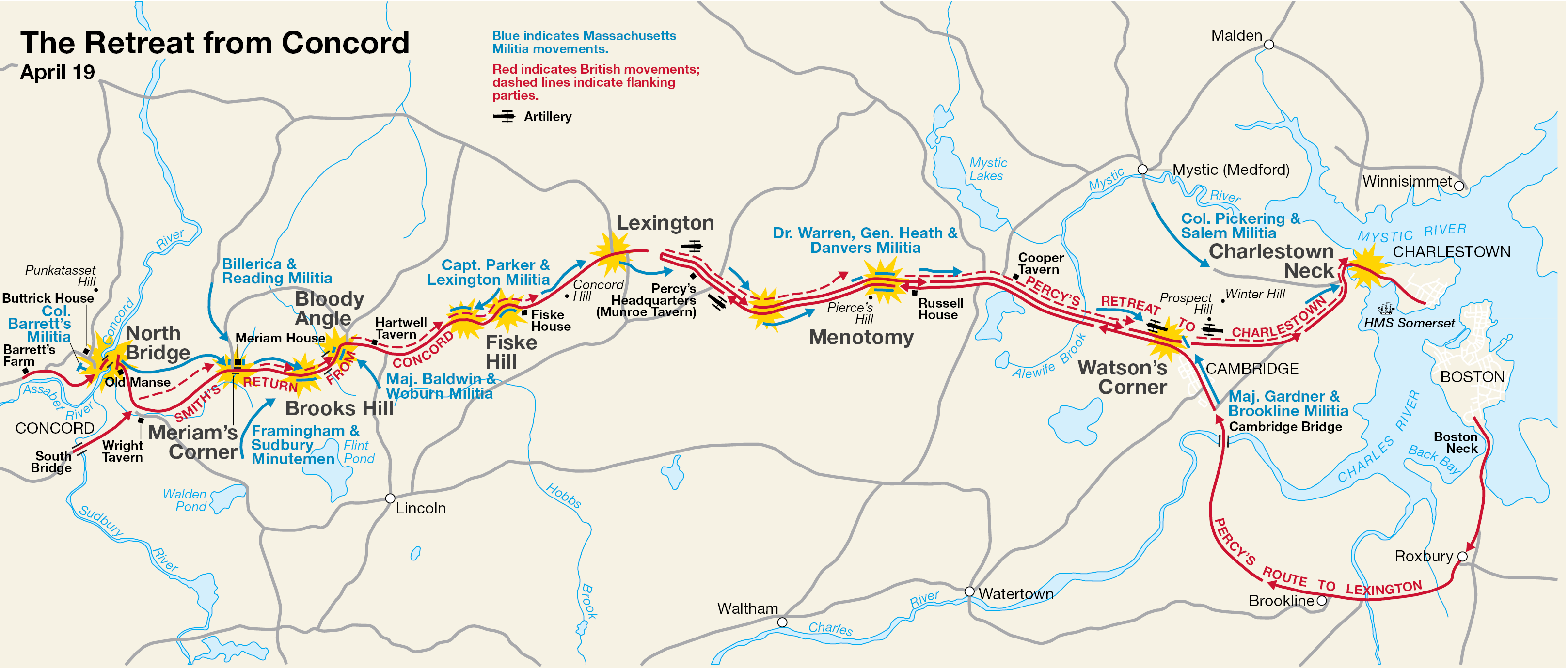
Mapa ukazuje ústup od Concordu a Percyho záchranu. Interaktivní nástěnná malba popisující tuto fázi bitvy lze nalézt na stanovišti National Park Service v Minute Man National Historical Park

### Z Concordu do Lexingtonu
Podplukovník Smith, odpovědný za bezpečnost svých lidí, poslal křídla na blízký hřbet, aby chránila jeho jednotky před asi 1000 kolonistů, kteří nyní na bitevním poli pochodovali východně od Concordu. Tento hřeben končil blízko Meriam's Corner, křižovatky cest a malého mostu asi 2 km od Concordu. Při přechodu přes úzký most se armádní kolona zastavila, uspořádala své řady a uzavřela své pozice tak, že vedle sebe stáli maximálně tři vojáci. Koloniální kompanie domobrany se k tomuto bodu blížily ze severu a východu a začaly jasně přečíslovat početně slabší regulérní. Když pochodovala přes most poslední kolona armády, koloniální domobrana z Readingu začala střílet, na to se regulérní otočili a vypálili salvu a kolonisté palbu opětovali. Dva britští vojáci byli zabiti a možná šest zraněno, kolonisté neměli žádné ztráty. Smith po překročení mostu vyslal znovu na křídla vojáky, aby chránil své jednotky.
Téměř 500 příslušníku domobrany z Chelmsfordu se shromáždilo v lese na Brooks Hill asi 1 míli od Meriam's Corner. Smithovy čelní jednotky zaútočily na kopec, aby zahnaly domobranu, ale kolonisté neustoupili a způsobili útočníkům významné ztráty na životech. Převážná část Smithových sil postupovala po cestě, dokud nedosáhla Brooks Tavern, kde byly napadeny osamocenou kompanií domobrany z Framinghamu, z nichž některé zabili či zranili. Smith stáhnul své lidi od Brooks Hill a přesunul je přes další malý most do Lincolnu.

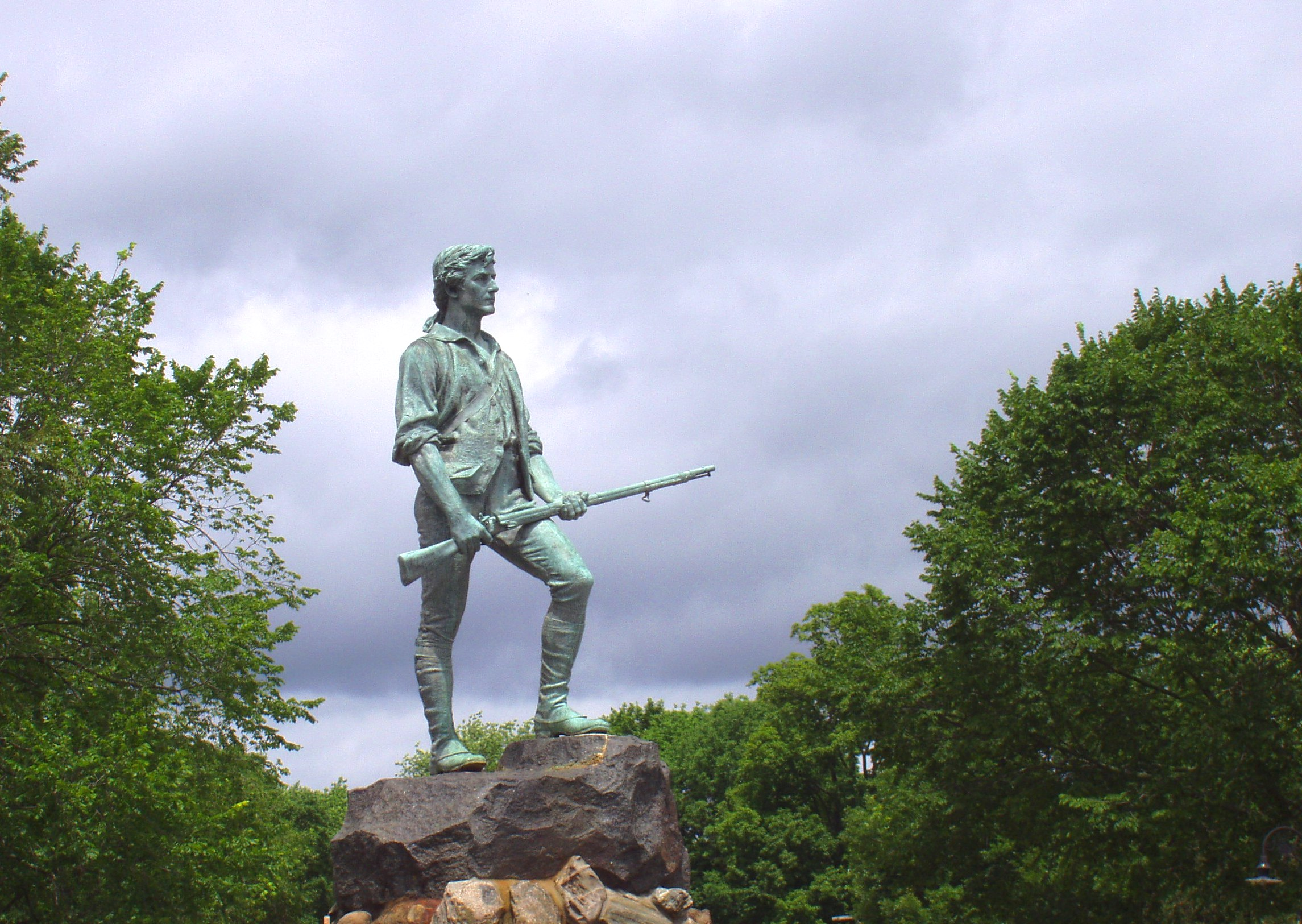
Socha znázorňující Johna Parkera, kapitána Lexingtonské domobrany

Řadové vojsko brzo dosáhlo bodu na vrcholu cesty, kde byla zároveň zatáčka přes zalesněnou plochu. V tomto bodě, nyní známém jako Bloody Angle, 200 lidí, většinou z měst Bedford a Lincoln, zaujalo pozice skrytí za stromy a skály a nachystalo na britské vojsko léčku. Další domobrana byla na druhé straně cesty a dostala Brity do křížové palby v zalesněném močálu, zatímco domobrana z Concordu útočila zezadu. Padlo třicet vojáků a čtyři příslušníci domobrany.Vojáci unikli tím, že se dali do klusu a jejich rychlosti nemohla domobrana v lesním terénu a bažinatém terénu stačit. Koloniální síly na cestě samé za Brity byly příliš nahloučeny a dezorganizovány na to, aby je napadly.
Síla domobrany mezitím stoupla na asi 2.000 mužů a Smith poslal znovu část svých vojáků na křídla. Když tři kompanie domobrany přepadly čelo jeho hlavních sil poblíž farmy Epharima Hartwella nebo (pravděpodobněji) Josepha Masona, byla britská křídla obklíčena a uzavřena uvnitř domobrany. Křídla také obklíčila Bedfordská domobrana po úspěšné léčce poblíž hranice Lincoln-Lexington, ale britské ztráty na životech byly způsobeny i stálou dalekonosnou palbou a také tím, že vyčerpaní Britové spotřebovali střelivo.
Na Lexingtonské straně hranice kapitán Parker, podle jednoho nepodloženého zdroje (Vzpomínky Ebenezera Munroea z roku 1824), čekal na kopci se znovu sestavenou výcvikovou skupinou z Lexingtonu, z nichž někteří byli obvázáni po dřívějším střetnutí téhož dne v Lexingtonu. Tito muži, podle záznamu sepsaného o mnoho let později, nezaútočili, dokud plukovník Smith sám nebyl na dohled. Smith byl zraněn na stehně někdy na cestě zpět do Lexingtonu a celá britská kolona byla zastavena v léčce nyní zvané jako „Parkes's Revenge“ (Parkerova pomsta). Major Pitcairn poslal lehkou pěchotu nahoru do kopce, aby vytlačili domobranu, která na ně odtud střílela. Lehká pěchota vyčistila za cenu ztrát dva pahorky – „The Bluff“ a „Fiske Hill“. Pitcairn spadl z koně, který byl zraněn palbou kolonistů z Fiske Hill. Oba hlavní velitelé expedice byli zraněni či spadli z koně a jejich lidé byli unavení a žízniví. Několik se jich vzdalo; většina neudržela formaci a běželi v davu vpřed. Jejich organizovaný, plánovaný ústup se změnil v útěk. Na Concord Hill, nacházejícím se před centrem Lexingtonem, se několik důstojníků obrátilo a pravděpodobně ohrožovali vlastní lidí svými meči, pokud znovu nevytvoří správnou formaci.
V čelních třech kompaniích zůstal jenom jeden britský důstojník. Byl blízko vzdání se, když uslyšel jásavý pokřik svých mužů vpředu. Plná brigáda, asi 1 000 lidí včetně dělostřelectva pod vedení earla Percyho, dorazila na jejich záchranu. To bylo ve 14:30.
Během této části pochodu kolonisté bojovali přinejmenším osmkrát, kde to bylo možné, ve velkých uspořádaných formacích (používali přitom muškety s hladkou hlavní s krátkým dostřelem). Toto je v rozporu se široce rozšířeným mýtem palby roztroušených jedinců z pušek dlouhého dostřelu, skrytých za zdmi a ploty. Ačkoli i rozptýlená palba se též vyskytla během tohoto pochodu, tyto dalekonosné taktiky se ukázaly být užitečné později ve válce. Opravdu nikdo v Lexingtonovi nebo Concordu, kdekoli podél cesty britského vojska, nebo později na Bunker Hill, neměl, podle historických záznamů, pušku.

### Percyho záchrana
Generál Gage vydal rozkaz ke shromáždění posil v Bostonu na 4 hodinu raní, ale v jeho posedlosti po utajení poslal jen jednu kopii rozkazů pobočníkovi 1. brigády, jehož sluha nechal obálku na stole. Asi v 5 ráno byla Smithova žádost o posily konečně přijata a rozkazy ke shromáždění byly zaslány na 1. brigádu, která byla složena z řady pěších kompanií (4., 23., a 47th) a praporu britské námořní. Bohužel byla též poslána pouze jedna kopie rozkazů pro každého velitele a rozkaz pro námořní pěchotu byl doručen na stůl majora Pitcairna, který byl nasazen v tu dobu na Lexingtonské tažení. Po těchto časových ztrátách Percyova brigáda asi o síle 1000 mužů opustila Boston přibližně v 8:45. Jeho vojenské jednotky pochodovaly směrem na Lexington. Při pochodu si prozpěvovali „Yankee Doodle“, čímž se pošklebovali místnímu obyvatelstvu. Po bitvě na Bunker Hill o necelé dva měsíce později se tato píseň stala populární hymnou koloniálních sil.

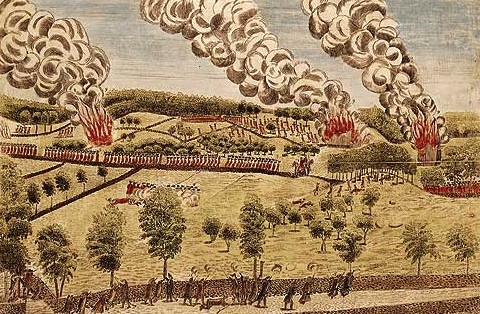
Čtvrtá ze čtyř rytin od Amosa Doolittlea z roku 1775, ukazující Percyho znovudobytí Lexingtonu

Percy pochodoval po souši přes Boston Neck a přes Great Bridge, který energičtí kolonisté zbavili bednění, aby jej zdrželi. Jeho lidé pak potkali roztržitého domácího učitele z Harvard College a ptali se jej, která silnice vede do Lexingtonu. Tento muž z Harvardu, který zřejmě neměl ponětí o realitě kolem něho, jim bez přemýšlení ukázal správnou cestu (později byl přinucen opustit zemi pro bezděčné podporování nepřítele). Percyovy vojenské jednotky dorazily do Lexingtonu asi v 2:00 odpoledne. Protože mohly slyšet vzdálenou střelbu, rozestavily svá děla a linie vojáků na vyvýšenině s impozantním výhledem na město. Muži plukovníka Smitha se přiblížili jako prchající dav s plnými kompaniemi koloniální domobrany, které je sledovaly v sevřeném tvaru. Percy dal rozkaz k dělostřelecké palbě na co největší dostřel, aby rozptýlil koloniální domobranu. Smithovy lidé se zhroutili vyčerpáním, když dosáhli bezpečí Percyových linií.
Přes radu jeho zbrojmistra Percy nechal v Bostonu náhradní střelivo pro své muže a pro dva dělostřelecké kusy, které vzali s sebou. Pomýšlel na to, že by ho zvláštní nákladní vozy zpomalily v postupu. Každý muž v Percyho brigádě měl jen 36 kulí a ke každému dělostřeleckému kusu bylo naloženo několik kulí na postranní boxy. Poté, co Percy opustil město, Gage nařídil, aby ho následovaly dva vozy střeliva hlídaného jedním důstojníkem a třinácti muži. Tento konvoj byl zachycen malou kompanií starších bývalých příslušníků domobrany, kteří byli ještě na „alarm listu“, ale nemohli se připojit ke kompaniím domobrany, protože jim bylo dobře přes 60 let. Tito lidé nachystali na konvoj léčku a požadovali, aby vojáci kapitulovali, regulérní však jejich výzvu ignorovali a řídili své koně přímo na ně. Staří muži zahájili palbu, zastřelili vedoucího koně, zabili dva seržanty a zranili důstojníka. Ti co přežili utekli a šest z nich zahodilo své zbraně do rybníka ještě předtím, než se vzdali.

### Z Lexingtonu do Menotomy

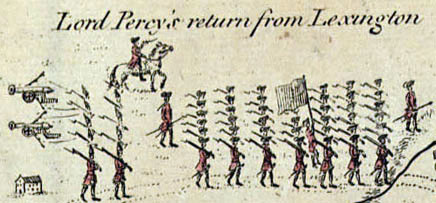
Percyho návrat do Charlestownu (detail z mapy bitvy z roku 1775)

Percy převzal kontrolu nad kombinovanými sílami asi 1 700 mužů, nechal je před pokračováním pochodu odpočinout, najíst, napít a zraněné umístil na polní velitelství (Munroeova hospoda). Vyrazili z Lexingtonu asi v 15:30 ve formaci, která měla zvýrazněnou obranu na bocích a v zadní části pochodové kolony. Zranění vojáci jeli na dělech a byli nuceni seskakovat, když se střílelo na shromážděnou domobranu. Percyho lidé byli často obklopeni, ale měli taktickou výhodu vnitřních linií. Percy mohl posunout své jednotky snadněji tam, kde jich bylo třeba, zatímco koloniální domobrana se musela pohybovat vně jeho formace. Percy umístil Smithovy lidi uprostřed kolony, zatímco kompanie 23. regimentu držela zadní hlídku kolony. Po informacích poskytnutých od Smitha a Pitcairna o způsobu, jakým je Američané napadli, Percy přikázal, aby se zadní hlídka přibližně každou míli otáčela a dovolil některým z jeho jednotek krátce odpočívat. Obě strany silnice hlídaly určené kompanie a silné jednotky námořní pěchoty byly na čele, aby čistily cestu vpředu.
Během přestávky v Lexingtonu dorazil brigádní generál William Heath a převzal velení nad domobranou. Již dříve tento den jel nejprve do Watertownu, kde diskutoval o taktice s Josephem Warrenem, který opustil Boston téhož rána, a dalšími členy Massachusetts Committee of Safety. Heath a Warren reagovali na Percyho dělostřelectvo a boční linie tak, že přikázali domobraně, aby se vyhýbala sevřeným tvarům, které by přitahovaly palbu dělostřelectva. Místo toho obklopili Percyho pochodující čtverec kruhem rojnic v takové vzdálenosti, která by maximalizovala ztráty nepřítele, ale s minimálním rizikem pro jednotlivce z domobrany.
Několik jízdních členů domobrany vždy sestoupilo, vystřelilo z mušket na blížící se regulérní, naskočili na koně a tryskem cválali vpřed a tuto taktiku opakovali. Opěšalí příslušníci často stříleli z velké dálky v naději, že zasáhnou někoho v hlavní koloně vojáků na silnici a sami přežijí, protože Britové i kolonisté používali muškety s účinným dostřelem asi 50 yardů. Pěší jednotky vyvíjely tlak na křídla britské pochodové kolony. Když se přesunula mimo dosah, tyto jednotky se pohybovaly vpřed, aby se znovu na další cestě přiblížily ke koloně. Heath poslal posly, aby zastavili přicházející jednotky domobrany, dirigovali je na vhodná místa po cestě tak, aby zaměstnávaly regulérní. Některá města poslala zásobovací vozy, aby napomohla ke stravě a vyzbrojení domobrany. Heath a Warren vedli sami úderné skupiny v malých akcích, ale byla to hlavně přítomnost efektivního vedení, které mělo pravděpodobně největší dopad na úspěch této taktiky. Percy popsal koloniální taktiku takto: „Rebelové nás napadali velmi rozptýleni, neobvyklým způsobem, ale vytrvale a rozhodně, vůbec nikdy se neodvážili vytvořit nějakou regulérní formaci. Opravdu věděli velmi dobře, co mají dělat. Každý kdo by se na ně díval jako na nepravidelný dav by se velmi moc mýlil.“

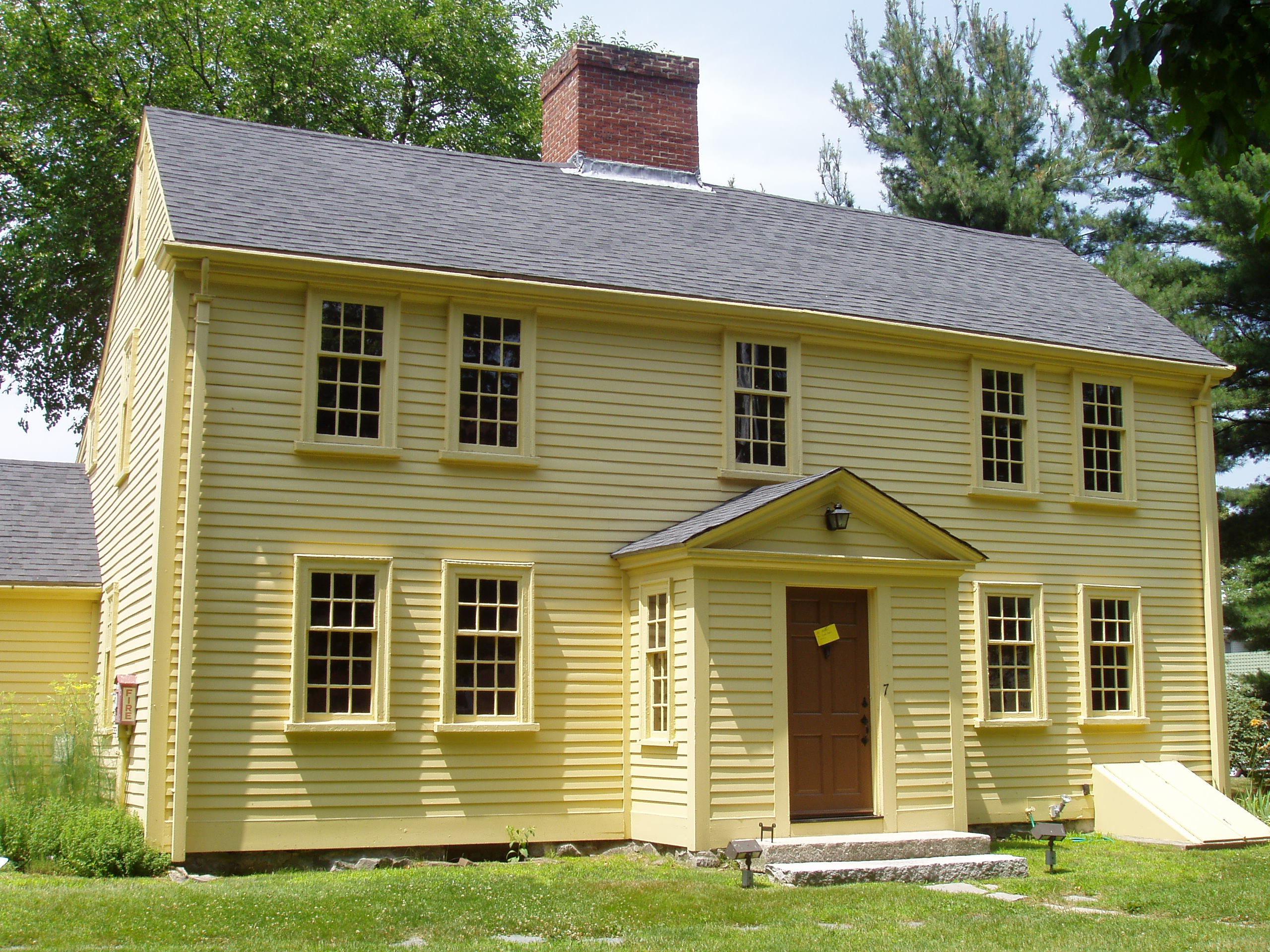
Dům Jasona Russella v Arlingtonu

Boj se stával stále intenzivnějším, jak se Percyho jednotky dostávaly do Menotomy. Čerstvá domobrana střílela na britské řady z dálky a jednotliví majitelé domů začali bojovat z jejich vlastního majetku. V některých domech byli umístěni odstřelovači a změna situace byla noční můrou vojáků: začal boj dům od domu. Jason Russell poprosil své přátele, aby bojovali s ním a hájili jeho dům se slovy: „Angličanův dům je jeho hrad.“ Zůstal stát a byl zabit u vchodu do svého domu. Jeho přátelé, v závislosti na tom, v co kdo věřil, se buď schovali ve sklepě, nebo zemřeli v domě kulkami či pod bajonety vojáků, kteří je v domě pronásledovali. Dům Jasona Russella ještě stojí a jsou na něm patrné zásahy od kulek z tohoto boje. Domobrana se pokusila o léčku u Russelova sadu, do které zachytila britské křídlo a jedenáct lidí zabila, údajně až poté, co se tito vzdali.
Percy ztratil kontrolu nad svými lidmi a britští vojáci se začali dopouštět krutostí, aby pomstili údajné skalpování u North Bridge a vlastní ztráty na životech z rukou vzdáleného, často nespatřeného nepřítele. Podle slov Pitcairna od dalšího ze zraněných důstojníků z Smithova velení byl Percy poučen, že minutemani používali kamenné zdi, stromy a budovy v těchto hustě osídlených místech blíže u Bostonu k tomu, aby se za ně ukrývali a stříleli na kolonu. Proto přikázal kompaniím na boku, aby taková podobná místa vyčistili.
Mnozí z nižších důstojníků na křídlech měli potíže zastavit své vyčerpané a vzteklé muže, aby nezabíjeli každého člověka, kterého našli uvnitř těchto budov. Například dva nevinní opilci, kteří se odmítli ukrýt v suterénu hostince v Menotomy byli zabiti, protože byli podezřelí, že jsou zapleteni do probíhajících událostí. Ačkoli mnoho popisů plenění a vypálení bylo později zveličeno kolonisty za účelem propagandy (a také k tomu, aby dostali odškodnění od koloniální vlády), pravdou je, že hostince podél cesty byly vypleněny vojenskými jednotkami, které ukradly i lihoviny a v některých případech se vojáci sami opili. Bylo ukraden i jeden stříbrný stůl páně, který byl později navrácen poté, co byl prodán v Bostonu. Starý obyvatel Menotomy Samuel Whittemore zabil tři vojáky, než byl napaden britským kontingentem a zraněn (zotavil se ze zranění a zemřel v 98 letech). Ten den byly boje v Menotomy a Cambridge mnohem krvavější než jinde. Kolonisté ztratili 25 mužů a měli devět raněných, britské síly ztratily 40 mužů a měly 80 zraněných, nejvíce ztrát utrpěl 47 pěší regiment a námořní pěchota. To byla polovina ztrát toho dne.

### Z Menotomy do Charlestownu
Britské vojenské jednotky překročily Menotomy River (dnes známou jako Alewife Brook) do Cambridge a boj se stával stále více intenzivnější. Čerstvá domobrana dorazila na místo v uzavřeném šiku namísto rozptýlené formace a Percy použil svá dvě děla a křídla na křižovatce nazývané Watson's Corner a způsobil domobraně těžké ztráty.
Již dříve ten den Heath dal rozkaz rozebrat Great Bridge. Percyho brigáda se právě přiblížila k rozebranému mostu a břehy řeky byly plné domobrany, když Percy nařídil jednotkám sestoupit úvozem (blízko dnešního Porter Square) a nahoru na cestu do Charlestownu. Domobrana (nyní v počtu asi 4 000) nebyla připravena na tento přesun a byla rozbita kruhovou palbou. Část amerických sil se přesunula, aby obsadila Prospect Hill (v dnešním Somerville), ze kterého ovládala cestu, ale Percy přesunul svá děla na čelo kolony a rozprášil je posledními zbytky střeliva.
Značný počet příslušníků domobrany dorazil z měst Salem a Marblehead. Možná, že by byli odřízli Percymu cestu na Charlestown, ale byli zastaveni poblíž Winter Hill a dovolili tak Britům uniknout. Někteří obvinili velitele těchto jednotek, plukovníka Timothy Pickeringa, že umožnil vojenským jednotkám projít a ještě doufal, že se vyhne válce tím, že předejde totální porážce regulérních. Pickering později tvrdil, že zastavil na Heathův rozkaz, tento to však popřel. Byla již téměř tma, když Pitcairnovi příslušníci námořní pěchoty odrazili konečný útok na konec Percyho kolony při vstupu do Charlestownu. Regulérní zaujali silné pozice na kopcích u Charlestownu. Někteří z nich už nespali dva dny a pochodovali 64 km za 21 hodin a z toho strávili osm hodin v bitevním ohni. Ale nyní drželi vyvýšené pozice chráněni těžkými děly z HMS Somerset. Gage poslal rychle sled kompanií z dvou svěžích regimentů – 10. a 64. – aby obsadily vyvýšeniny u Charlestownu a vybudovaly opevnění. Ačkoli již zahájily práce, opevnění nebylo nikdy dokončeno a později bylo výchozím bodem pro opevňovací práce domobrany o dva měsíce později v červnu před bitvou u Bunker Hill. Generál Heath prostudoval pozici britské armády a rozhodl se stáhnout domobranu do Cambridge.

## Následky
Ráno byl Boston obklíčen obrovskou armádou domobrany, čítající přes 15 000 mužů, kteří přišli z celé Nové Anglie. Na rozdíl od Powder Alarm byly pověsti o rozlité krvi pravdivé a tak začala válka za nezávislost. Armáda domobrany stále sílila, jak okolní kolonie posílaly muže a zásoby. Druhý kontinentální kongres přijal tyto muže na počátku do kontinentální armády. Ještě v té době, kdy začala otevřená válka, Gage stále odmítal vyhlásit v Bostonu stanné právo. Přesvědčoval městské volené úředníky, aby se vzdali veškerých soukromých zbraní na oplátku za slib, že kdokoliv z obyvatel může opustit město.
Bitva nebyla významná ani z hlediska taktiky, ani ztrát na životech. Nicméně v rámci podpory britské politické strategie při uplatňování Intolerable Acts a vojenské strategie v rámci Powder Alarms byla bitva podstatným selháním, protože expedice měla za cíl boji předejít a ve skutečnosti se zmocnila jen malého počtu zbraní.
Bitva byla následována válkou o britský politický názor. Během čtyř dnů po bitvě Massachusetts Provincial Kongres soustředil mnoho přísežných prohlášení od členů domobrany a od britských vězňů. Když týden po bitvě pronikly ven zprávy, že Gage poslal oficiální popis událostí do Londýna, provinční kongres poslal 100 ze shromážděných výpovědí na rychlejší lodi. Dostaly se k solidárnímu úředníkovi a byly otištěny v londýnských novinách o dva týdny dříve, než dorazila Gageova zpráva. Gageova oficiální zpráva byla příliš nejasná v podrobnostech, aby měla vliv na kohokoli. George Germain, který nebyl žádným přítelem kolonistů, psal: Bostonští jsou v právu považovat královské vojenské jednotky za agresory a připisovat si vítězství; Politici v Londýně inklinovali k tomu, aby dávali vinu za konflikt Gageovi namísto jejich vlastní politiky a instrukcí. Britské vojenské jednotky v Bostonu různě obviňovaly generála Gageho a plukovníka Smitha za selhání v Lexingtonu a Concordu.
Den po bitvě se vracel John Adams do svého domova v Braintree a jel podél bojiště. Byl přesvědčen, že „Kostky byly vrženy, Rubicon byl překročen“. Thomas Paine ve Filadelfii dříve přemýšlel o při mezi koloniemi a mateřskou zemí jako o „druhu soudní pře“, ale poté, co se k němu dostaly zprávy o bitvě, odmítl jednou provždy „zatvrzelého, mrzutého faraona z Anglie“. George Washington dostal zprávy v Mount Vernonu a psal příteli, že „šťastné a pokojné pláně Ameriky mají být buď nasáknuty krví nebo obývány otroky. Smutná alternativa! Ale může ctnostný muž váhat ve své volbě?“ A skupina lovců na hranici pojmenovala svůj tábor na Lexington, když slyšeli o červnové bitvě. Ten se nakonec stal městem Lexington v Kentucky.

## Odkaz
Bylo důležité pro první americkou vládu, aby udržovala pro tuto první bitvu války obraz britské chyby a americké neviny. Historie vlasteneckých příprav, zpráv, varovných signálů a nejistota ohledně prvního výstřelu byla mimořádně diskutována na veřejnosti po celá desetiletí. Příběh zraněného britského vojáka v North Bridge, vyřazeného z boje úderem do hlavy sekerou, kterou používali minutemani, to údajné „skalpování“, bylo důrazně potlačováno. Výpovědi zmiňující se o některé z těchto aktivit nebyly publikovány a vracely se proti jejich aktérům (to se stalo Paulu Revereovi). Malby zobrazovaly Lexingtonský boj jako neopodstatněné zabíjení.
Záležitost, která strana byla na vině, narůstala v období počátku devatenáctého století. Například pozdější svědectví účastníků z Lexingtonu a Concordu se velmi lišila se od jejich výpovědí vzatých pod přísahou v roce 1775. Všichni později říkali, že v Lexingtonu nejdříve vystřelili britští vojáci, zatímco padesát let předtím si nebyli při své výpovědi jisti. Všichni říkali, že opětovali palbu, ale v roce 1775 řekli, že toho nebyli moc schopni. Bitva dostala v americkém povědomí skoro mytickou hodnotu. Legenda se stala důležitější než pravda. A kompletní posun nastal, když byli vlastenci zobrazeni jako aktivní bojovníci za svou věc, spíše než jako utrpení nevinných lidí.
Místo bitvy u Lexingtonu je nyní známé jako Lexington Battle Green, bylo zapsáno do národního registru historických míst a je národní kulturní památkou. Nachází se tam několik památníků, které bitvu připomínají.
Země kolem North Bridge v Concordu, stejně jako přibližně 8.0 km cest spolu s okolní krajinou a stylové budovy mezi Merriam's Corner a západním Lexingtonem jsou součástí Minuteman National Historical Park. Jsou tam pěší trasy s výkladovými tabulemi podél cest, které možná užívali kolonisté při svém postupu a Park Service má personál (obvykle oblečený do stylového oděvu), který nabízí popisy oblasti a vysvětluje události toho dne. V památníku je bronzový reliéf majora Buttricka, který navrhl Daniel Chester French a zhotovil Edmont Thomas Quinn v roce 1915 a také Frenchova socha Minute Man.

## Vzpomínkové slavnosti

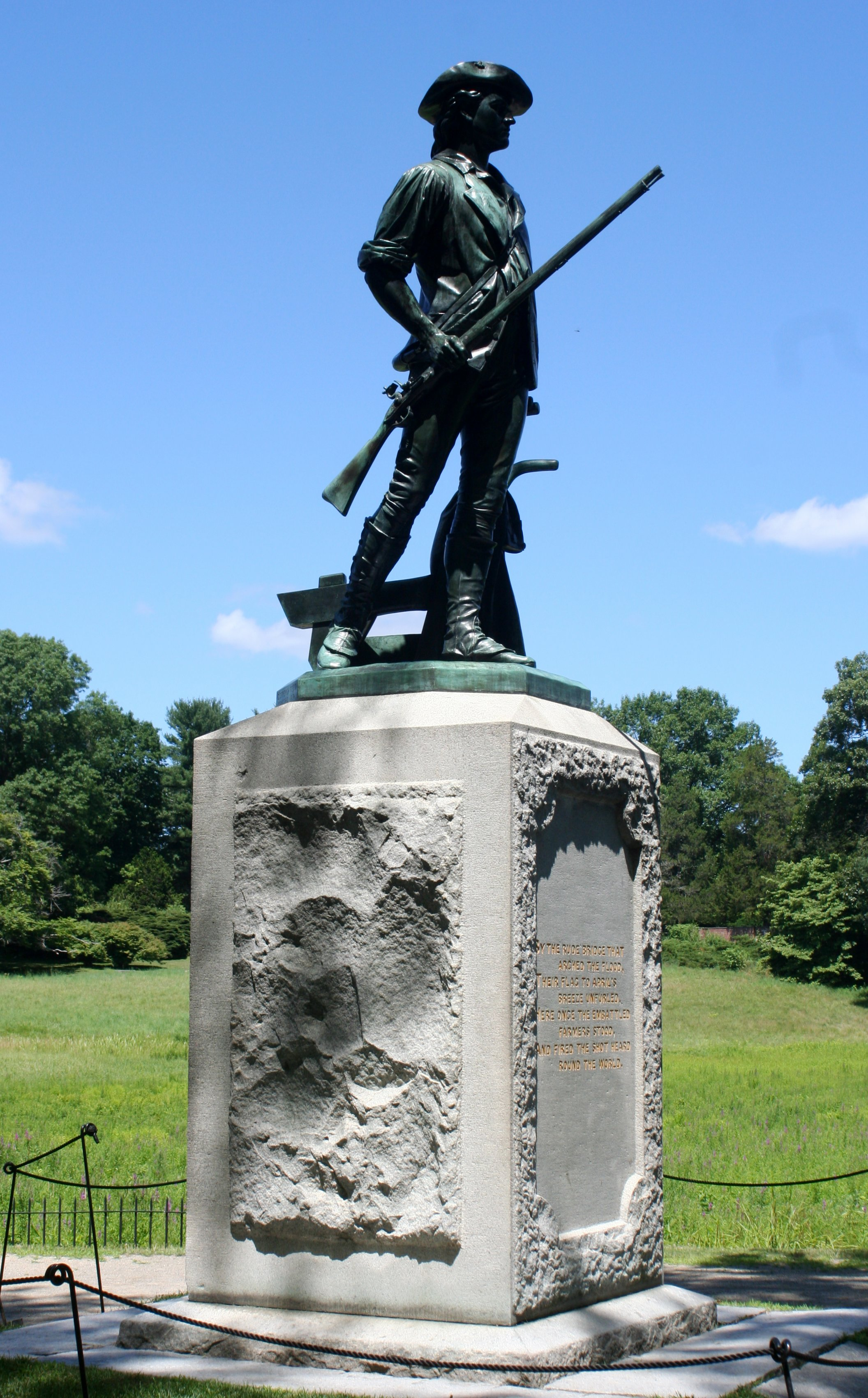
Daneil Chester Franch – Minute Man

Na počest bitvy je slaven „Den patriotů (vlastenců)“ každoročně v Massachusetts, Maine a Wisconsinu ve veřejných školách třetí pondělí v dubnu. Je inscenována jízda Paul Reverse, bitva na Lexington Green a konají se slavnosti a střelby na North Brigde.

### Oslava stého výročí
Dne 19. dubna 1875 se prezident Ulysses S. Grant, členové jeho kabinetu a asi 50 000 lidí zúčastnilo oslav 100. výročí této bitvy. Toho dne byla odhalena socha Minute Man od Daniela Chestera Frenche, umístěná u North Bridge. Večer se konal slavnostní ples v Agricultural Hall v Concordu.

### Oslavy 150. výročí
V dubnu 1925 poštovní úřad Spojených států vydal tři poštovní známky připomínající 150. výročí bitvy u Lexingtonu a Concordu. Tyto byly první z četných upomínek, vydaných k uctění 150. výročí událostí souvisejících s americkou válkou za nezávislost. Tři známky byly nejprve dány do prodeje ve Washingtonu D.C. a v pěti městech ve státě Massachusetts a ve městech, která hrála hlavní roli příběhu u Lexingtonu a Concordu: Lexington, Concord, Boston, Cambridge a Concord Junction (tehdy známé jako West Concord). To však neznamená, že by s bitvou nebyla spojena další místa.

### 200. výročí
Město Concord pozvalo 700 prominentních občanů USA, představitelů vlád ve světě, armády, zastupitelských sborů, umění, přírodních věd, humanitních věd, aby si připomněli 200. výročí bitvy. 19. dubna 1975 se dav odhadovaný na 110 000 lidí shromaždil, aby zhlédl přehlídku a oslavil 200. výročí v Concordu. Prezident Gerald Ford přednesl k národu hlavní řeč blízko North Bridge, která byla vysílána televizí.